# 捷号作戦
捷号作戦（しょうごうさくせん）は、第二次世界大戦中に日本陸海軍が計画した比島・台湾・本土方面で基地航空部隊によって敵を要撃する作戦。決戦方面によって一号から四号まで定められ、アメリカ軍のレイテ島への進攻を受けて1944年10月18日に捷一号作戦が発動された。

## 計画内容
1944年（昭和19年）6月、マリアナ沖海戦における日本海軍の敗戦でサイパン陥落は決定的となり、それは絶対国防圏の崩壊を意味していた。その結果、それまで後方要域の地位にあった本土、南西諸島、台湾、比島は最後の国防要域となり、大本営は新国防要域の防備を急速に強化し、同要域のいずれかの方面に敵が来攻した場合、陸海空戦力を結集して決戦するべく企図した。この作戦は「捷号作戦」と呼称され、捷一号（比島）、捷二号（台湾、南西諸島）、捷三号（本州、四国、九州）、捷四号（北海道）の各作戦に区分された。
作戦の流れは、陸海の基地航空兵力によって敵艦隊を壊滅、第一機動艦隊はアメリカ軍機動部隊を牽制して北方に誘致し基地航空戦力と共に敵機動部隊攻撃に加わる。これらの航空作戦による間接支援を受けた戦艦を主力とする水上艦隊を攻略部隊攻撃に向かわせ、既に上陸を開始している場合は来攻地点に突撃させ艦砲射撃によって輸送船団や上陸軍に打撃を与え、陸軍がこれを殲滅するという作戦であり、陸海軍の完全な一致協力を前提としていた。
敵情判断に関しては、大本営陸海軍部の統一判断として「小笠原を経て沖縄ならびにハルマヘラを経て比島」であった。
「陸海軍爾後ノ作戦指導大綱」（7月24日上奏）の成案末期に、この作戦が戦勝の戦機を捕捉する決戦であることを象徴するため、「捷号作戦」と命名された。「捷」の字は「戦いに勝つ」という意味を持つ。
9月21日、軍令部総長の及川古志郎、参謀総長の梅津美治郎は、作戦指導について上奏。この中で捷一号作戦を「皇国の興廃を賭する大作戦」と表現している。

### 陸軍
陸軍では、「陸海軍爾後ノ作戦指導大綱」を別冊にした大陸命第千八十一号を伝達し、これに基づき大陸指二千八十九号で捷号作戦の準備を命令した。この命令で、南方軍総司令官、台湾軍司令官、防衛総司令官、第五方面軍司令官に決戦準備を概成し、爾後成るべく速やかに完整するように指示した。準備概成の目途は、比島方面決戦（捷一号作戦）、連絡圏域方面決戦（捷二号作戦）は8月末、本土（北海道を除く）方面決戦（捷三号作戦）、北東方面決戦（捷四号作戦）は10月末とした。
捷一号作戦は、参謀本部が南方軍参謀副長に手交した標記案によれば、「空海決戦は敵が比島のいずれに来攻するにかかわらず決行するも、地上決戦はルソンに限定する」とした点に特色があった。

### 海軍
海軍では、大海指第四百三十五号に基づいて連合艦隊は「聯合艦隊捷号作戦要領」を定め、捷号作戦の具体的要領を発令した。「聯合艦隊捷号作戦要領」は作戦の詳細を指示した別冊が現存せず、付令三で機密連合艦隊命令作第三九号、四〇号、四五号、五〇号が廃止されているため、それらに代わるべき内容があったと考えられる。三九号及び四〇号は1943年8月15日発令の「聯合艦隊作戦要領」及び「聯合艦隊第三段作戦命令」、四五号は四〇号の訂正、五〇号は潜水艦の配備標準に関するものである。また、「聯合艦隊捷号作戦要領」は後に一部改訂された記録があるが、これも本文がなく不明である。「聯合艦隊捷号作戦要領」については、第二復員省（旧海軍省）において戦後まとめられた文書に言及されたものは残っている。
大海指第四百三十五号では、捷号作戦の呼称とその区分が伝達された。作戦区分と予期決戦方面は、捷一号を比島方面、捷二号を九州南部・南西諸島及び台湾方面、捷三号を本州・四国・九州方面及び情況に依り小笠原諸島、捷四号を北海道方面とした。
軍令部では捷号作戦必成を期すため、従来見られなかった各種の特別措置を実施した。それは
1. 連合艦隊司令長官の全海軍部隊の統一指揮
  - それまで連合艦隊と同じく天皇に直接隷属する立場であった支那方面艦隊・海上護衛総隊や各鎮守府、警備府を連合艦隊司令長官の指揮下に置くことで、指揮権の一元化を図った[14]。
2. 基地航空隊の空地分離方式の採用
  - それまで海上機動部隊所属の航空隊に採用されていた空地分離方式を基地航空隊にも採用した[15]。
3. 必死奇襲戦法の採用、特攻兵器の開発
  - 3月頃より内密に進められていた水上、水中各種特殊攻撃兵器（後の震洋・回天・桜花など）の研究開発を本格化する。但し実際にレイテ沖海戦で行われた神風特別攻撃の採用ではなく、専用の特攻兵器の開発とその運用法の研究を始めたという意味である[16]。
4. 対潜水艦専門部隊の創設
  - 1943年（昭和18年）頃より本格化し始めたアメリカ潜水艦による通商破壊で、損害は肥大化し、マリアナ沖海戦時には軍艦艇ですら損害を被るようになっていた。そのためサイパンの戦いに巻き込まれて司令部が全滅した第三水雷戦隊を解隊し、対潜機動部隊第三十一戦隊を設立した。その構成は以下の通り[17]。
    - 1944年8月20日時点での編制
      - 軽巡洋艦：五十鈴（旗艦）
      - 第三十駆逐隊：卯月・夕月・秋風・皐月・夕凪
      - 第四十三駆逐隊：松・梅・竹・桃
      - 海防艦：干珠・満珠・笠戸・三宅・第22号

以上4点であった。
また、第二復員省の纏めたものに基地航空部隊のみの捷号作戦発動のあったことが明記されている。これは大本営の捷号作戦方面決定の指示がなくても連合艦隊司令長官の権限で発令できるよう特に規定されたもので、当時の連合艦隊参謀副長・高田利種少将も戦後のGHQによる聞き取り調査で、その様な規定が盛り込まれていたと証言している。
これは大本営の決定以前に敵機動部隊を捕捉殲滅できる好機を連合艦隊が得る場合も想定し、悪戯に大本営の指令を待って好機を逸する様なことのないよう盛り込まれたものではあるが、一歩運用を間違えると大本営の捷号作戦基本方針を根底から覆すことにもなりかねない、極めて危うい二面性をも孕んでいた。「陸海軍中央協定」で陸海軍の航空戦力を統合集中して来航する敵を捕捉殲滅しようと取り決めたのに、海軍が捷号作戦を単独発動する様なことがあっては戦力の統合発揮が不可能となる可能性が十分予測されるからである。しかしこの基地航空部隊に関しては連合艦隊と軍令部の協議のもとに、連合艦隊司令長官が捷号作戦を発動できるという規定は、基地航空部隊が海軍戦力の中核であるだけに、事実上海軍単独で作戦を発動できることとなり、これが10月12日から始まった台湾沖航空戦で実際に行われ、中央協定を無視する形で海軍は独自に基地航空部隊による捷一号二号作戦を発令（連合艦隊電令作第342号「基地航空部隊捷一号二号作戦発動」）し、その当否は別として結果的に海軍の行動が裏目に出て基地航空隊は戦果を殆ど上げ得ぬまま壊滅し、捷号作戦の運用に重大な支障をきたすこととなった。

## 背景
1944年（昭和19年）8月初頭、海軍部はアメリカ軍の正面兵力を航空機約9,300機（空母航空兵力1450機を含む）、空母21～25隻、補助空母約40～50隻、地上兵力約47個師団と推定していた。一方の日本側は8月中旬を目途に、航空機は陸海軍合わせて約3,000機、空母航空兵力で250機が整備可能と予測され、空母9隻（年内竣工予定の3隻を含む）、補助空母3隻、地上兵力約100個師団（うち戦車師団4）の兵力があった。あ号作戦 (1944年)で壊滅的打撃を受けた日本海軍の次期決戦における航空戦備の予定は、飛行機と搭乗員の充足可能上限まで捻出したものであったが、飛行機の生産に問題があった。1944年4月以降、生産の予定と実績の差は増大の一途をたどっており、生産計画や予定は不可能なのが明らかになっており、あ号作戦直後の7月と9月に急激な減産をきたした。搭乗員の養成はあ号作戦での大損耗にも拘わらず、前年来の搭乗員急速養成がようやく実を結び始め、人数では所要員数を充足することが可能となっていた。しかし、分隊長以上の飛行幹部が著しく不足しており、士官搭乗員のほとんどが若年搭乗員の隊付尉官で、隊付尉官はAからDの4段階評価における「D」である「要錬成者」が9割を占めており、その内訳は、A技量者164名、B技量者285名、C技量者330名、D技量者3885名となっていた。
| 年月         | 合計生産予定数 | 合計生産実数 | 実用機生産予定数 | 実用機生産実数 | 練習機並輸送機生産予定数 | 練習機並輸送機生産実数 |
| ------------ | -------------- | ------------ | ---------------- | -------------- | ------------------------ | ---------------------- |
| 昭和18年12月 | 1078           | 841          | 1053             | 818            | 238                      | 235                    |
| 昭和19年1月  | 1161           | 910          | 1054             | 800            | 254                      | 251                    |
| 昭和19年2月  | 1111           | 845          | 1023             | 736            | 287                      | 266                    |
| 昭和19年3月  | 1229           | 948          | 1188             | 861            | 327                      | 281                    |
| 昭和19年4月  | 1240           | 928          | 1236             | 874            | 362                      | 312                    |
| 昭和19年5月  | 1346           | 995          | 1200             | 831            | 369                      | 351                    |
| 昭和19年6月  | 1462           | 1081         | 1252             | 866            | 386                      | 381                    |
| 昭和19年7月  | 1412           | 1109         | 1120             | 802            | 318                      | 303                    |
| 昭和19年8月  | 1604           | 1249         | 1308             | 977            | 296                      | 272                    |
| 昭和19年9月  | 1394           | 1005         | 1101             | 770            | 293                      | 235                    |
| 昭和19年10月 | 1648           | 1057         | 1350             | 820            | 298                      | 237                    |
| 昭和19年11月 | 1836           | 1199         | 1525             | 1027           | 311                      | 172                    |
| 昭和19年12月 | 2013           | 1153         | 1687             | 1014           | 326                      | 139                    |
| 昭和20年1月  | 2256           | 1017         | 1939             | 846            | 317                      | 171                    |

## 経過

### 立案
1944年（昭和19年）6月下旬、日本はサイパン放棄を決定すると、大本営が次期作戦のための緊急戦備と作戦計画に着手した。サイパンの陥落はニミッツ大将率いる艦隊単独をもってしても日本本土や連絡圏域に進攻しうる可能性を示唆していた。そのため、連合軍の次期作戦は、ニューギニア沿いにフィリピン方面へ侵攻するマッカーサー大将率いる軍と、中部太平洋から侵攻するニミッツ大将の軍と、二つの侵攻ルートに備えなければならなくなった。6月末、大本営海軍部は敵進攻企図判断を、8月～9月頃に硫黄島、パラオなどに来攻、10月～11月に南西諸島、年末にフィリピンへの本格的反攻上陸作戦を企図する算が大きいと考えた。一方、7月初旬の大本営陸軍部は、7～8月中に硫黄島・パラオ・ハルマヘラ、10月頃には沖縄、台湾、フィリピンに侵攻すると考えていた。陸海軍は共にマッカーサーの攻勢がフィリピンに、ニミッツの攻勢が沖縄、台湾方面に指向されると判断していた。
1944年（昭和19年）7月21日、大本営陸海軍部は「陸海軍爾後ノ作戦指導大綱」を決定し、23日までに細目協定を完了した。24日、大本営陸海軍部は米軍の敵情を「二路並進、小笠原を経て沖縄ならびにハルマヘラを経て比島」と判断し、同日陸軍部は「捷号」の称呼を用いて完全命令を下達し、海軍部は21日の「大綱」の決定時に「聯合艦隊の準拠すべき当面の作戦指導方針」（大海指第四三一号）を示達しており、さらに26日に「捷号」の称呼を用いて補足して命令を下達した。7月25日、大本営海軍部作戦部長中沢佑少将が連合艦隊に「キング、ハワイにおいてニミッツと協議、次期攻勢は比島に指向せられ、その時期は近きにあり」を要旨とする電報を発している。
大本営海軍部はフィリピンから本土北部にかけての要域に迎撃態勢を速やかに確立し「あ」号作戦で壊滅した戦力の再建を緊急に行うことが急務となった。しかし搭乗員の養成、特に空母搭乗員の養成は多くの期日を必要とし、想定されるアメリカ軍の侵攻に間に合いそうにもなかった。
そのため連合艦隊は必然的に空母搭乗員よりも錬成が早く、損耗もましであった基地航空隊を迎撃作戦の中核とせざるをえず、大本営海軍部は第1期8月中旬、第2期10月中旬を目途に4個航空艦隊（艦隊としているがどれも基地航空隊である）約2000機の再建を決定。一方で空母航空隊は3個航空戦隊の再建を目途に8月までに3個戦闘機隊、他は8月以降に再建とされ、搭乗員には乗員養成をある程度犠牲にして、練習航空隊の教官や教員を充てることにした。
一方の陸軍でも8月中旬の整備を目途にフィリピン・台湾南部方面に約420機、台湾北部・南西諸島・九州方面に約150機、本土方面に500～600機、北島方面に150機の航空兵力を展開する計画をたてた。
しかし空母航空兵力を期待できない水上艦隊の使用方針の決定にはなお期日を要した。しかし次作戦では敵の航空勢力の中を行動することが確実であったので、各艦艇に対空装備の増強が「あ」号作戦後に実施された。また中核となることが想定される第二艦隊には燃料がより豊富な南西方面に移動して次期作戦に備えることが決定し、各艦の対空装備増強を終えた第二艦隊は休養の間もなく南西方面に増強される陸軍兵力を搭載してのち7月初旬よりリンガ泊地に移動し、次期決戦に備え錬成に入った。
あ号作戦後の次期作戦の検討は大本営がサイパン放棄を決めた6月末から陸海軍部合同で研究が始められた。この中で特に論議がされたのが、中核となる陸海軍航空隊の統一運用に関するものであった。陸海軍合わせた兵力の数倍を擁すると考えられるアメリカ進攻軍に対して、陸海軍航空隊が個別にあたるのは各個撃破される危険が高かったからであるが、元々陸海軍の航空隊は性質や戦術思想が異なり、主攻撃目標にしても海軍は機動部隊、陸軍は輸送船や護衛艦艇を中心とした攻略部隊とそれぞれ見解を異にしていた。
また想定される4つの区域の中でもフィリピン方面に関しては場所が諸島であることもあり、複数の上陸ルートが想定され、本島でもあるルソン島への来攻は必至であろうが、直接来攻するとは限らず、中部のレイテ島や南部のミンダナオ島などを経て侵攻してくる可能性も高く、2,000近くある島の中には数個師団以上で活動できるような島もあり、それらのうち何処を侵攻ルートと想定するかが陸軍内でも議論となっていた。
結局大本営は地上決戦はルソン島に限定することに決した。広大なフィリピンの島々に戦力を配分するのは不可能であり、仮にルソン島以外にアメリカ軍が上陸したとしても、地上兵力を海上輸送して逆上陸を行うにしても制空権確保の保証がない限り、過去の戦訓から見て成功はおぼつかないと考えたからである。しかしこの方針は台湾沖航空戦とレイテ沖海戦での海軍の発表した誇大戦果を陸軍が鵜呑みにしてあっさり撤回。レイテ島での決戦に切り替えた結果、ルソン島からレイテ島への輸送作戦（多号作戦）が実施され、多くの輸送船や水上艦艇、それによって運ばれていた陸軍将兵、武器弾薬や糧食が失われ、ルソン島での決戦自体が困難になってしまう主因となった。
こうした陸海軍部の合同研究の結果、『陸海軍爾後ノ作戦指導大綱』が7月21日に作成され、24日裁可された。
24日には、7月18日から3日間行なわれた研究に基づいて陸海軍の航空兵力運用に関する協定が締結された。
航空戦力指揮の一元化については海軍側が、陸軍航空部隊の全面的な連合艦隊司令部への指揮下編入を望んだが、地上兵団への直接航空支援を主務とする陸軍航空部隊としてはこれは「問題外」のことであり、議論は紛糾して中々決定をみなかった。そこで軍令部第一次長塚原二四三中将と、参謀本部高級参謀次長後宮淳大将との間で統一指揮に関して案を取りまとめた。
大要としては「陸海軍航空兵力の集中運用の必要性」は陸海軍とも一致したが、海軍側の固執する「最初に襲来する米機動部隊を撃滅する」というものに関して陸軍側はアメリカ軍の攻略部隊の侵攻に先立ち高速機動部隊をもって敵拠点の航空戦力を撃滅するという戦法を多用していることと、それに立ち向かう海軍側が、それまでにもアメリカ軍機動部隊との戦闘でこれという戦果を挙げえぬままに航空戦力の大半を損耗し、攻略部隊が現れた時はこれに反撃する余力をなくし短期日で上陸を許してしまう「実績」を残していることから、海軍側の主張に対して「敵機動部隊の事前空襲に対しては航空兵力の温存を図って兵力の漸減程度にとどめ、上陸が開始された際に一気に大兵力を投じる」という意見を提示。実績を問われては海軍側もこれ以上自説を固執することができず、結局指揮については陸上戦が主体の場合は陸軍の航空軍の指揮下に海軍の航空艦隊が、海上戦闘が主の場合はその逆とするように取り決められ、陸軍側の主張が貫かれるものとなった。
このような経緯により、7月24日、陸海軍合同による航空作戦に関する中央協定が取り決められた。

### 準備
連合艦隊は関係各部隊に捷号作戦の詳細を通達。水上艦艇を指揮する第一機動艦隊はこれを受けて「機動部隊命令作第76号　機動部隊捷号作戦要領」を発令、第一遊撃部隊（第二艦隊）、機動部隊本隊（第三艦隊）、第二遊撃部隊（第五艦隊）に対して捷一号作戦に関する指示がなされた。要約すると、
1. 艦隊は友軍（基地航空隊や陸上の守備部隊）と緊密に協力しつつ、敵艦隊及び攻略部隊を撃滅し侵攻企図を破壊する[注釈 2]。
2. 基地航空部隊ははじめは敵の攻撃を回避しつつ全航空兵力を集中し好機に進出、上陸の前日又は当日を期して敵機動部隊並びに攻略部隊への総攻撃を行う。地上部隊は敵を水際で撃滅するに務め、上陸した場合は敵の飛行場占領を阻止する[注釈 3]。
3. 第一遊撃部隊は敵が上陸を企図していることが分かり次第、ブルネイ又は比島中北部に進出し補給を受け、上陸したならば上陸地点に到達するを目途として進発し、友軍基地の索敵圏内を行動、基地航空隊の総攻撃に策動して敵機動部隊の攻撃を排しつつ進撃し、まず阻止しようとする敵水上部隊と決戦してこれを撃滅し、そののち上陸地点において敵船団及び上陸軍を攻撃殲滅する[注釈 4]。
4. 機動部隊本隊は第一遊撃部隊に呼応して出撃し、敵機動部隊を北東にけん制して第一機動部隊の突入を容易ならしめんとしつつ、敵機動部隊の一翼に対して攻撃を加える。敵補給部隊の動静が判明し、尚且つこれに対する攻撃に成算がある場合は、これに殺到して撃滅する[注釈 5]。

となっている。（詳細は後述）

#### 機動部隊（第一機動艦隊）
小沢長官は機動部隊指揮官として、3個艦隊を指揮するとされたが、指揮下の第一遊撃部隊が、艦隊主力と遠く離れた海域で活動する本作戦には、作戦指揮に無理があること、個有の航空戦力を持たない第一遊撃部隊が、友軍の航空支援があるとはいえ、単独で行動するのは危険ではないか、と懸念を抱き、9月10日に以下の点を意見具申し、連合艦隊に変更を求めた。
1. 広域での作戦の為、第一機動艦隊が第一遊撃部隊を指揮するのは難しい。機動部隊本隊・第一遊撃部隊・第二遊撃部隊とに区分し連合艦隊が指揮統率するのが妥当
2. 機動部隊（本隊と第二遊撃部隊）の作戦は、現状の航空戦力再建状況では、所望の時期に機動作戦で成果を上げれるほどに回復する見込みがない。
3. 第一遊撃部隊の突入を成功させるためには同部隊の水上戦力強化と直接協力するべき航空戦力の確保が必要
4. そのため機動部隊本隊は牽制行動を主任務とし、第一遊撃部隊には航空戦隊を1個、及び第二・第十戦隊を早急に配属すべき
5. 第一航空戦隊の再編が間に合えば、機動部隊本隊の兵力を充実し南北からの二個機動部隊の作戦とするべき

しかし連合艦隊側はこの具申に対し第一遊撃部隊へ第二・第十戦隊の増強は認めたが、直協航空戦隊の配備と指揮を連合艦隊直轄にすることは反対した。豊田長官は参謀の高田利種を派遣し小沢長官の統一指揮を重ねて要望したが、小沢長官は賛同せず議論は平行線となった。この問題は結局後に起こった台湾沖航空戦で空母航空兵力を陸上基地に転用してすり潰し、機動部隊本隊の航空兵力が120機ほどしかない状態で捷号作戦に挑む羽目になったことで第一遊撃部隊は連合艦隊直率となり、指揮権に関しては小沢の進言通りになることとなった。

#### 機動部隊本隊（第三艦隊）
機動部隊中、小沢長官が直率する機動部隊本隊は、あ号作戦で3隻の空母を失ったが、残りの空母（瑞鶴・隼鷹・龍鳳・瑞鳳・千歳・千代田）は修理が必要であるが健在であり、この他にも作戦に参加しなかった航空戦艦伊勢・日向。近々竣工予定の空母雲龍・天城。10月には完成予定の巨大空母信濃と、空母の数は、あ号作戦時より多く揃えることが可能だった。しかしそれに載せる肝心の航空隊は無いに等しい状態だった。
当初はその再建は絶望視されていたが、できるだけの再建を図ることになり、再建の目標を4航戦は8月末、三航戦は10月、一航戦は年末と定めた。
二航戦は解体され、7月10日に隼鷹が、8月10日には龍鳳が四航戦に編入され、同日には一航戦で唯一健在の空母であった瑞鶴が三航戦に編入となった。
9月1日現在で各航空戦隊の保有機・稼働機数は以下の通りであった。
第六五三海軍航空隊（第三航空戦隊）
零式艦上戦闘機二一型：保有数2機、内稼働数2機
零式艦上戦闘機五二型：保有数96機、内稼働数46機
彗星艦上爆撃機：保有数3機、内稼働数3機
天山艦上攻撃機：保有数33機、内稼働数26機
第六三四海軍航空隊（第四航空戦隊）
零式艦上戦闘機二一型：保有数70機、内稼働数？機
零式艦上戦闘機五二型：保有数44機、内稼働数17機
彗星艦上爆撃機（射出用及び訓練用）：保有数26機、内稼働数15機
九九式艦上爆撃機：保有数10機、内稼働数8機
天山艦上攻撃機：保有数5機、内稼働数4機
瑞雲水上爆撃機：保有数21機、内稼働数20機
第六○一海軍航空隊（第一航空戦隊）
零式艦上戦闘機二一型：保有数9機、内稼働数5機
零式艦上戦闘機五二型：保有数22機、内稼働数8機
彗星艦上爆撃機：保有数12機、内稼働数7機
九九式艦上爆撃機：保有数2機、内稼働数2機
天山艦上攻撃機：保有数42機、内稼働数36機
九七式艦上攻撃機：保有数3機、内稼働数3機
航空隊の錬成を行いつつ、あ号作戦で損傷した空母の入渠修理整備が7月より開始され対空装備の強化も行われた。この対空装備の強化は25mm対空機銃及び12cm噴進砲の増強がなされたもので、25mm対空機銃だと瑞鶴で26挺、千歳型及び瑞鳳で16挺、伊勢型で47挺が増強された。

#### 第一遊撃部隊（第二艦隊）
「あ」号作戦を終えて6月24日に内地に帰投した第二艦隊は、直ちに次作戦に向けて急速整備を開始した。同部隊も整備と並行して対空兵装の増強が行われ、7月2日までに記録のある艦だけで以下の艦艇に25mm対空機銃が追加された。
戦艦
大和：15挺、長門：76挺、金剛：60挺
重巡洋艦
高雄：34挺、摩耶：27挺、鈴谷：37挺、利根：37挺
軽巡洋艦
能代：20挺
駆逐艦
清霜：14挺（この他13mm機銃も4挺追加）
一方、艦隊参謀長の小柳冨次少将は上京し、次期作戦に向けての準備を如何にするか聞くべく大本営に向かった。しかし、あ号作戦の大敗直後で中央も混乱の最中であり、具体的構想を聞くことはできず、ただ嶋田繁太郎軍令部総長より「内地にある燃料も乏しいので南方のリンガ泊地に向かい、燃料の豊富なそこで錬成に励み次作戦に向けての準備をする」という話を聞いただけだった。小柳は引き続き横須賀の連合艦隊司令部のある軽巡洋艦・大淀に向かい、同じく次期作戦の具体的構想を聞こうとしたが、これまた明確な回答を得られなかった。なおこの時小柳は艦隊旗艦を愛宕から大和に変更したい旨の希望を述べたが、賛同を得ることはできなかった。旗艦変更問題に関しては、第二艦隊の上級司令部である第一機動艦隊でも首席参謀が6月28日に提出した連絡事項の中で「第二艦隊の旗艦を武蔵型として第一戦隊を直率とし、第四戦隊は次席指揮官を置く」よう要望しているが、これも連合艦隊は却下している。
6月28日、第二艦隊は第一機動艦隊司令部より7月5・6日に陸軍部隊を搭載してシンガポールに向かい、その後リンガ泊地で訓練を実施しつつ待機するよう内意を受けた。先発して第五戦隊（橋本信太郎少将指揮）の重巡洋艦妙高・羽黒と駆逐艦秋霜・早霜が、あ号作戦での損傷の修理もせぬまま緊急の物資を搭載したうえで6月30日に出撃、7月4日にマニラ、8日にザンボアンガに寄港したうえで12日にシンガポールに到着。物資揚陸と損傷修理を行った。
主力は甲部隊・乙部隊の二手に分かれてシンガポールに向かうこととしたが、修理の手間取った戦艦榛名、油槽船護衛任務中で内地に向かっている第32駆逐隊（藤波・玉波）、補給部隊護衛が控える第十戦隊所属の朝雲・浦風と第四戦隊の摩耶は内地に残留した。
甲部隊
第四戦隊（摩耶欠）、第一戦隊（長門欠）、第七戦隊、第二水雷戦隊（二十七駆・三十一駆・島風・浜波）
乙部隊
第三戦隊（榛名欠）、長門、最上、第十戦隊（朝雲・浦風欠）
両部隊は7月9日に出撃し10日に沖縄に寄港して揚陸を開始、先に終えた甲部隊は同日19時には出撃、16日にはマラッカ海峡入り口に到着し第一戦隊と駆逐艦時雨・五月雨・島風はリンガ泊地に、残りはシンガポールに向かった。乙部隊は沖縄での揚陸を終えた12日に出撃しマニラへ向かう。17日にはマニラを出撃し20日にはリンガ泊地に到着した。
内地残留組もそれぞれの役割を終え次第リンガ泊地に向かい、第三十二駆逐隊は7月26日、榛名及び護衛の第四駆逐隊は8月21～27日、摩耶・朝雲・浦風は7月23日にそれぞれ泊地に到着した。
以後、部隊は次期作戦に向けて訓練を開始する。
1944年7月30日、連合艦隊司令部は「八月一日附聯合艦隊兵力部署改定　第一遊撃部隊指揮官－第二艦隊司令長官　兵力－第二艦隊、第十戦隊（一部欠）、第十六戦隊、秋津洲」と内報を発した。31日に第十六戦隊の編入は取りやめとなったが、他は発動された。8月1日、旗艦大淀にて内地在泊の各部隊司令官や参謀長、各艦長らを集めて作戦会議を開いたが、第一遊撃部隊はリンガ泊地にあり参加できなかった。このため連合艦隊参謀神重徳と軍令部参謀榎尾義男がマニラに飛び、南西方面艦隊司令部にて司令長官三川軍一以下司令部要員、第一遊撃部隊からも参謀長小柳冨次と作戦参謀の大谷藤之助がマニラまで来て、8月10日に会議を行った。
小柳は、第一遊撃部隊を船団攻撃のためレイテ湾に突入させるという作戦を聞き、「この計画は、敵主力との撃滅を放棄して、敵輸送船団を作戦目標としているがこれは戦理の常道から外れた奇道である。我々は飽くまで敵主力撃滅をもって第1目標となすべきと考えているのだが。」と主張した。これに対し、神は「敵主力の撃滅には、機動部隊の航空兵力が必要です。しかしサイパン攻防戦で大打撃を受けた機動部隊と航空隊の再建には、少なくとも半年の日時が必要です。いまは、その余裕が全くありません。同時に敵が次の目標としているのがフィリピンであることは明白です。そこでフィリピンの基地航空兵力と呼応して、第一遊撃部隊の全力をもって敵上陸船団を撃滅していただきたい。それがこの作戦の主眼なのです。」と答えた。また、神は「フィリピンを取られたら本土は南方と遮断され、日本は干上がってしまいます」「したがって、この一戦に聯合艦隊をすり潰しても、フィリピンを確保できるのなら、あえて悔いはありません。国破れてなんの艦隊やある。殴り込みあるのみです。これが長官のご決心です。」と発言した。さらに小柳が「敵主力との決戦なくして突入作戦を実現するなどということは不可能です。よって、栗田艦隊はご命令どおり輸送船団を目指して敵港湾に突進するが、万一、途中で敵主力部隊と対立し、二者いずれかを選ぶべきやという場合、輸送船団をすてて、敵主力の撃滅に専念します、差支えありませんか?」と確認し、神は「差し支えありません。」と答えた。
翌11日まで南西方面艦隊司令部員と打ち合わせが行われ、リンガ泊地に帰着後翌日に第一遊撃部隊所属の司令官、艦長らに作戦説明が行われた。従来の方針から大きく異なる水上艦艇による輸送部隊攻撃の作戦に現場指揮官達は唖然とし、不満、非難の声がでたが、それを抑えて泊地内に突入して攻撃することを念頭に置いた訓練計画を作成。小柳の陳述では下記の5種に区分して実施したと述べている。
1. 湾内投錨艦船への攻撃法
2. 夜戦訓練
3. 対空戦闘訓練
4. 電探射撃訓練
5. 夜戦での星弾使用法

第一戦隊司令宇垣纏少将は、自身の日誌戦藻録の9月20日の記述で、自身の座乗する戦艦大和に小柳参謀長、山本祐二参謀が来艦したので、自身の意見として「輸送船団を攻撃するよりも敵主力部隊との決戦を模索すべき」と述べたと記述している。他にも、サマール沖海戦当日の記述に、栗田長官が米機動部隊への追撃を取りやめてレイテ湾への突入を再開する指令を出した事を「何を考えたか」と記述をしている。利根艦長として参加した黛治夫は、栗田司令部が25日昼にレイテ湾突入を取りやめて敵主力部隊攻撃に向かう決断をしたことを「当然である」と戦後に述べている。
9月10日、第一機動艦隊司令長官の意見具申を受けて、第二遊撃部隊に配備予定だった戦艦扶桑・山城で新たに第二戦隊を再編し、第一遊撃部隊に配置換えすることになり、司令官に西村祥治中将が任命された。同戦隊は第17駆逐隊の護衛の下10月4日にリンガ泊地に到着し第一遊撃部隊と合流した。この際第一戦隊の長門も第二戦隊への異動が決められていたが、第一遊撃部隊や第一戦隊からの反対があり、これに関しては従来通りのままとなった。

#### 第二遊撃部隊（第五艦隊）
第一遊撃部隊の代わりに空母機動部隊の前衛部隊として、8月1日に北方方面を長年担当してきた第五艦隊が第二遊撃部隊として機動部隊の傘下に入り捷号作戦に参加することが決まる。この時点での第二遊撃部隊の編制兵力は以下の通りであった。
第五艦隊（志摩清英中将）
第二十一戦隊（志摩長官直率）
重巡洋艦：那智・足柄、軽巡洋艦：木曾・多摩
第一水雷戦隊（木村昌福少将）
軽巡洋艦：阿武隈
第七駆逐隊：潮・曙
第十八駆逐隊：不知火・霞
第十一水雷戦隊（高間完少将）
軽巡洋艦：長良
駆逐艦：清霜・松・梅・竹・桃・桑
第六十一駆逐隊
駆逐艦：初月・秋月・涼月
第二十一駆逐隊
駆逐艦：若葉・初春・初霜
戦艦：扶桑・山城
各部隊は直ちに瀬戸内海西部に進出するが、同部隊の編成は以後も大きく改編され、
8月5日
第二十一駆逐隊の連合艦隊直属から第一水雷戦隊に編入（第二遊撃部隊としての戦力の増減は無し）
8月31日
長良戦没により、第二十一戦隊の多摩を第十一水雷戦隊に編入。同じく木曾は横須賀鎮守府に編入
9月10日
艦隊の主力となる扶桑、山城は第二戦隊を再編したうえで第一遊撃部隊に編成替え
※この他錬成部隊である第十一水雷戦隊は頻繁に所属艦艇が替わっており、詳細は不明
となった。
特に主力艦である扶桑、山城の移動は第二遊撃部隊としては手痛いものであったが、攻略部隊殲滅の為の水上戦力増強は上級司令部である第一機動艦隊司令部の上申を受けてのものであり、第二遊撃部隊側としては強く反対できるものではなかった。

#### 第五基地航空部隊（第一航空艦隊）
フィリピンでの基地航空部隊の中核となる第一航空艦隊だが、司令部はテニアンにあり敵の侵攻の最前線であった。司令部の収容とダバオへの転進が決められ、航空機による輸送や伊号第四十五潜水艦、伊号第二十六潜水艦などによる収容計画なども実施されたがどれも成功せず、7月31日に司令長官・角田覚一中将以下司令部全員がテニアンで玉砕してしまう。
一からの艦隊再編となった第一航空艦隊は、新たに寺岡謹平中将が司令長官となり8月12日にダバオに進出、航空隊の再編に尽力した。貴下の各航空戦隊のうち、トラック諸島に司令部を置く第二十二航空戦隊は引き続き同地を拠点とし、新たに東カロリン航空隊を配属した。同戦隊は中部太平洋に侵攻するアメリカ軍艦隊を奇襲漸減する基地として期待された（フィリピン方面への転進が困難となったという実情もある）が、アメリカ軍の空襲の激化により戦力が疲弊し、捷号作戦での活用は望めなかった。
一時的に南西方面部隊の指揮下に入り、ニューギニア北西部で作戦を展開していた第二十三航空戦隊は拠点をケンダリーとし、ビアク・アンボン・ラングールなどに部隊を展開、ダバオに所在する第二十六航空戦隊は司令部直轄の航空部隊の再編に当たった。ペリリューに拠点を置く第六十一航空戦隊司令・上野敬三少将はテニアンで孤立する角田長官より7月12日付で指揮の代行を命じられたが、ペリリュー島自体も最前線となりアメリカ軍機の攻撃を受けている状態であり、第二十六航空戦隊司令・有馬正文少将に戦力の増派を要請したが、有馬司令はそれを断っている。
なお第六十一航空戦隊は8月22日に拠点をダバオに移すよう兵力部署の改定が行われ部隊の転進が順次実施され、9月15日から始まったペリリュー島の戦いの時点では西カロリン航空隊（大谷龍蔵大佐指揮）の702名の他、第45警備隊ペリリュー派遣隊や通信隊、設営隊など3646名の地上要員が残されていた。彼らは陸軍側の指揮官・中川州男大佐の指揮下に入り防衛戦に参加、パラオ本島から西カロリン航空隊副長の遠藤谷司中佐以下60名が逆上陸に成功して守備隊の増援となるなどの救援措置も取られたが、結局同島は2か月の奮闘の末に壊滅し、要員の殆どは戦死した。
司令部は捷号作戦の準備に際し、アメリカ軍では既に採用していた「反跳爆撃戦法」の採用を決定。初期よりこの戦法採用を提案していた高橋定少佐を横須賀空より招致して訓練を重ねた。
8月19日、連合艦隊電令作第278号が発令され、それを受けた寺岡司令長官は第二十六航空戦隊司令部をニコルズ第一基地への転進、翌20日には第六十一航空戦隊のダバオへの転進を指示、これにより南フィリピンの整備の目途が立ったと考えた寺岡司令長官は、予定通り司令部のマニラ移転を決定し9月2日に予定する。しかし司令部設備の施設工事の遅れで移転を9月10日に変更するが、9日にアメリカ軍機動部隊が南フィリピンに来襲、更に10日に「ダバオ誤報事件」と言われる一大不祥事が発生してしまう。
9月9日、それまで西カロリンに猛攻を加えていたアメリカ軍機動部隊は一転して南フィリピンに大空襲を仕掛ける。その数は延べ数で約400機に及んだ。第一航空艦隊は8月下旬に実施された航空戦隊の南フィリピンから中部フィリピンへの移動などで航空機の損害は軽微（地上にて5機が大破）だったが地上施設に相当の損害が生じた。またこの空襲は全くの奇襲となり、部隊の早期警戒網が十分ではないことが実証された。
空襲を受けたダバオでは、所在の第三十二特別根拠地隊より、貴下の各隊に「近く敵の上陸があるかもしれないから警戒を厳重にせよ」と注意喚起がなされた。翌10日4時ごろ、ダバオの南方に位置する小湾サランガニ湾にあるサランガニ見張り所より「湾口に敵上陸用舟艇が見える」との一報が根拠地隊司令部に届く。司令は第一航空艦隊司令部に通報し夜明けに航空偵察を実施してもらうよう依頼したが、サランガニ警備隊は8時ごろに「湾口に上陸用舟艇多数みゆ」「陸軍と協力水際でこれを殲滅戦とす」とあわただしく打電、一航艦司令部は不審に思いつつもセブ基地に配備の偵察機による偵察を指示するが、この指令の通達が遅れ偵察機の発進は16時05分となった。
9時30分にはダバオ見張り所も「敵水陸両用戦車がダバオ第二基地に向かっている」と通報。根拠地隊司令は不審に思い確認を命じたが、直後に見張り所の指揮官（兵曹長）自らが司令部に赴き「自ら確認しており来襲は間違いない」と報告したので、根拠地隊は敵のダバオ上陸を信じ陸戦準備が貴下の各隊に伝えられ、暗号書の焼却も開始された。しかし同根拠地隊は陣地構築も防衛部署の割り振りもできていなかった為大混乱となり、司令部のダバオから後方のラパンダイへの後退も始まった。この際根拠地隊司令はこれら一連の情報を何故か上級司令部に報告する手続きをとっておらず、艦隊司令部が状況確認を取るのに苦労する要因となる。
一航艦司令部ではサランガニとダバオの情報に不審を抱いていた。しかし正午過ぎに根拠地隊司令より司令部撤退の連絡を受け、水上警備隊からも准士官伝令で「敵戦車上陸開始」との知らせを聞いたことで寺岡長官は敵の上陸を信じ、一転して機密文書の第一次処分と航空隊に陸戦用意を発令、また同時に攻撃戦闘部署を発動し貴下部隊に報じた。また参謀を根拠地隊司令部に派遣し状況を聴収させ、13時50分に「敵上陸用舟艇サマール島北西に集結しつつあり」と打電させた。
この頃根拠地隊司令部はさらに後退してミンタルに至り、陸軍の第百師団に合流した。その報告を受けた寺岡長官は陸路バレンシアへの移動を決意し15時にダバオを発するが移動の途中ダバオ及びダバオ第二飛行場付近に敵らしいものが見えないことから、再度敵上陸の報に疑念を持つ。そこで、一航艦隊猪口力平主席参謀は小田原俊彦参謀長と松浦参謀にダバオ第1飛行場に残った零戦で湾内を偵察するように指示、また猪口の指示とは別に、第二〇一海軍航空隊副長玉井浅一中佐も、根拠地隊司令部から色々と情報が伝えられてきたのにも拘わらず1発の砲声すら聞こえなかったので、残った零戦でサランガニ湾を偵察飛行したが、敵の姿は全く見えなかった。猪口の指示でサランガニ湾を偵察した小田原と松浦も敵影を発見することができず、ダバオ第二飛行場で猪口と合流してその旨を報告した。玉井からの報告も受けた猪口ら一航艦司令部は16時37分に「飛行偵察の結果、ダバオ湾内には敵の艦船を認めず、海岸地帯にも異常なし」との取り消し電報を全部隊に打電した。のちに軍令部の調査隊の一員として、ダバオ現地でこの誤報事件を調査した奥宮正武中佐は、一航艦、根拠地隊、陸軍の師団長の3人もの中将がおり、大勢の参謀がついているのに、わが海軍始まって以来の空騒動を起こしたことを不可解と感じたという。
連合艦隊はダバオ上陸の報を受けて15時32分「捷一号作戦警戒」を発令し、南西方面部隊もダバオ方面に敵来襲の際の邀撃作戦を意味する「D作戦」を発動した。一航艦司令部は誤報を受けてバレンシアに撤退する前に、第二十六航空戦隊司令官有馬正文少将に一航艦の航空隊の指揮を委ねるという発令をしており、これを受けて各航空隊のセブ基地への進出を命じ、自身も18時30分にセブ基地に降り立った。集結したのは零戦89機、彗星艦爆9機、九九艦爆3機であった。
南西方面部隊は現地情報が得られないので一航艦司令部や第三十二特別根拠地隊司令部にあてて幾度となく敵上陸の有無の連絡を打診したが、連合艦隊や南西方面部隊にダバオ上陸の事実はないという連絡が届いたのは一航艦が発した19時46分発の返電であり、連合艦隊司令部は翌11日早朝に捷一号作戦警戒を取り消した。
陸軍側は現地の第百師団が早くから敵上陸の報に疑念を持っていたので、これら一連の上陸情報を上級司令部に報告せず、夕刻に虚報と判明しると経過報告のみ行った。このため上級司令部や関係他部隊の混乱は起こらなかったが、師団内では確認に時間がかかったこともあり師団通信隊で固定無線機を破壊し退避したりするなど、市内の部隊には混乱が発生していた。
11日、一航艦は敵来襲の兆しもないことから予定されたマニラへの司令部移転を実施する。しかし翌12日、アメリカ軍機動部隊による再度の大空襲が実施される。セブ基地では9時20分から11時30分にかけて戦爆連合約130機が襲来し、基地にあった航空機のうち25機が完全破壊され49機が損傷するという大損害を受けた。陸軍機も65機が損害を受けている。空襲は翌13日14日にも実施され、これによって第一航空艦隊は誤報事件前には実働機250機にまで回復していたものが12日には99機にまで低下してしまった。
9月23日、寺岡第一航空艦隊司令長官は艦隊の実働航空戦力を零戦25機・陸攻14機・天山20機・艦爆2機・月光1機・陸偵1機と報告する。この戦力は計画数の4分の1に過ぎず同長官をして「9月は苦月」と評せしめた。同艦隊はこれ以上の消耗を回避し保存蓄積する以外に手立てはなく、損耗を極力控えるよう麾下部隊に指示した。南西方面部隊はこれを受けて南西諸島に展開予定の第六基地航空部隊（第二航空艦隊基幹）のフィリピン進出を要請する。しかし連合艦隊は進出準備こそ指示したものの即時の展開は認めなかった。
その頃現地陸軍を統括する南方総軍では、アメリカ軍機動部隊が跳梁跋扈する現状を再認識し、従来の陸軍の「航空隊は敵攻略部隊攻撃を優先する」という方針よりも、海軍と協力してアメリカ軍機動部隊殲滅を図る方が良いのではと考えるようになり、大本営にその旨意見具申するが承認されるところまでには至らなかった。しかし9月24日に中部フィリピンへの空襲が起こると南方総軍は第四航空軍に対して機動部隊攻撃強化を下令するとともに機動部隊への攻撃の必要性を再度意見具申した。大本営は当初は従来通り陸軍航空隊は敵上陸部隊攻撃を主務として空母機動部隊への攻撃を控えるよう指示していたが、その後参謀を派遣して現地視察を行った結果、要望も無理からぬことと判断しこれを容認する。
これにより9月19日に第一航空艦隊と陸軍第四航空軍は現地協定「対機動部隊戦闘協定」を結び、陸軍航空兵力も敵機動部隊攻撃に使用することが可能となり、「捷号作戦に関する陸海軍中央協定」で取り決められた攻撃目標の分担は形骸化する。
戦闘協定締結後も第一航空艦隊は消耗した戦力の回復に努め、10月1日時点での展開配備航空戦力は以下の通りだった
甲戦闘機（零戦各型）：保有数193機、内稼働数108機
丙戦闘機（月光ほか）：保有数22機、内稼働数10機
艦上爆撃機（九九式艦爆、彗星）：保有数16機、内稼働数8機
艦上攻撃機（九七式艦攻、天山）：保有数33機、内稼働数30機
陸上攻撃機（一式陸攻各型）：保有数27機、内稼働数21機
艦偵（彩雲ほか）：保有数3機、内稼働数0機

#### 第六基地航空部隊（第二航空艦隊）
海軍基地航空隊の中核である第一航空艦隊があ号作戦で壊滅的打撃を受けたことで、次期作戦でそれに代わる存在として期待されたのが第二航空艦隊である。昭和19年2月1日に編成された第六十二航空戦隊を母体に6月15日に航空艦隊として改編、司令長官には福留繁中将が任命された。この日はアメリカ軍がサイパン島に上陸を開始し、あ号作戦が発動された日だが、同艦隊は哨戒、警戒任務や硫黄島への八幡部隊進出の支援などで参加したのみで、作戦参加は見送られ、内地で訓練を継続した。
サイパン陥落後、次作戦となった捷号作戦において、捷二号作戦の基幹航空部隊が第二航空艦隊であったが、隣接する作戦区域である捷一号作戦、捷三号作戦においても、同艦隊は最優良な基地航空隊であることもあり、両作戦でも第二航空艦隊は主力戦力として参加することが決められていた。しかしその実情は第一航空艦隊の回復が優先されたこともあり、冷静計画は予定よりも大きく遅れていた。
7月13日、第二第三航空艦隊・第三艦隊・軍令部参加のもと、横須賀航空隊で連合艦隊航空作戦打ち合わせが行われた。次期作戦での連合艦隊の計画案の研究を目的とするものだが、特に注目を引いたのは基地航空隊の主目標に敵機動部隊のみならず攻略部隊の撃滅も考慮されている点であった。既述の通り、この時期陸海軍航空兵力の統合運用の必要性が陸海軍とも意見の一致を見ながら、攻撃目標をどうするかについて激しい意見の対立があり、連合艦隊司令部案に「攻略部隊も考慮」としたことにはそれが反映されたものであった。しかし戦力配備が予定よりも遅れている状況下で機動部隊攻撃を第一義とする第二航空艦隊にとって、攻略部隊の攻撃などにわかに同意しがたいものだった。席上第二航空艦隊の柴田文三首席参謀と淵田美津雄連合艦隊航空参謀との間でやり取りがあったが、続く7月23日に行われた軍令部主催の図上演習（硫黄島にアメリカ軍と仮定した赤軍が侵攻したと想定）でも連合艦隊司令部率いる青軍は第二航空艦隊に攻略部隊撃滅を指示し、主力を引き抜いて捷三号作戦の基幹航空隊である第三航空艦隊の指揮下に置いた。しかし第二航空艦隊司令部は「敵攻略部隊攻撃に偏重し過ぎていて敵機動部隊攻撃に徹していない」「第二航空艦隊の主力を投じるのに司令長官の指揮下から離すのは難しい」などと主張、続く第三段作戦打ち合わせの席上で、基地航空隊は敵機動部隊攻撃を主目標とすることが取り決められ（但し作戦指揮下に入る陸軍航空隊や一部の二線級航空隊は攻略部隊攻撃に指向する）、第二航空艦隊側の主張が認められることとなった。
9月5日、連合艦隊より第六基地航空部隊（第二航空艦隊が基幹となる作戦部隊で、指揮官は同艦隊司令長官が務める）に対する作戦要領が発令された。
上記作戦要領を元に9月23日には捷号作戦において第二航空艦隊が採るべき決戦要領が「第六基地航空部隊戦策」として発令された。同戦策では敵機動部隊への攻撃戦法を甲乙丙丁に分け
1. 戦闘機隊の大部で敵機動部隊の直衛機を掃討。その後各種攻撃隊の昼間強襲を助攻、薄暮攻撃を主攻とする甲戦法
2. 各種攻撃隊の昼間強襲を助攻とし、これに続いて薄暮攻撃、夜戦を主攻とする乙戦法
3. 各種攻撃隊の薄暮攻撃、夜戦を主攻に始まるのを丙戦法
4. 台風などの天候不良を利用する昼間奇襲を主攻に始まるのを丁戦法

とし、彼我の状況に応じて適応することにした。戦闘目的は敵空母群（特に正規空母）を一挙に殲滅すると共に友軍各隊と協力して敵艦隊及び攻略部隊を殲滅することとし、海軍航空部隊の大部と一部陸軍航空部隊が敵機動部隊を、それ以外が攻略部隊に当たることとした。
これら作戦要領、戦策を元に、第二航空艦隊は準備にかかるが、その実情は大本営計画での数よりも大きく遅れていた。9月15日時点で一番進捗状況が良い艦爆隊、陸攻隊でも計画の8割の程の充足率であり、戦闘機隊は5割、艦隊の「目」である偵察機隊に至っては4割にも満たなかった。大本営計画自体、アメリカ軍の投入戦力から見て必要最低限の数を揃える計画である以上、それよりも少ない数しか確保できないことは第二航空艦隊司令部としては重大な問題であった。そのため大本営では稼働率に見合った保有機の増加を決断。特に充足率の低く、かつ「あ」号作戦の戦訓から増強が必要と考えられた戦闘機の増強
優先されることになった。
10月1日時点での第二航空艦隊の展開配備航空戦力は以下の通りだった
甲戦闘機（零戦各型）：保有数193機、内稼働数108機
乙戦闘機（紫電ほか）：保有数96機、内稼働数70機
丙戦闘機（月光ほか）：保有数33機、内稼働数22機
艦上爆撃機（九九式艦爆、彗星）：保有数46機、内稼働数24機
陸上攻撃機（一式陸攻各型）：保有数62機、内稼働数34機
陸上爆撃機（銀河）：保有数100機、内稼働数60機
重爆（飛龍）：保有数36機、内稼働数22機
艦偵（彩雲ほか）：保有数31機、内稼働数18機
同月初旬、第二航空艦隊に供給される航空機の10月分は次の通り決定された。
1. 零戦五二型は本来の35機の供給を50機に追加。但し旧式の二一型を返納。
2. 紫電二一型は本来の15機の供給を25機に追加。但し一一型10機を返納。
3. 彗星艦爆は本来の5機の供給を20機に追加。
4. 一式陸攻は本来の0機の供給を10機に追加。

#### 陸軍
陸軍は開戦以来フィリピン方面を担当する第14軍を設置していた。しかしフィリピンの制圧を終えた1942年6月に同軍は前線部隊を指揮する南方軍の指揮下から大本営直轄となり、警備程度の戦力以外は前線に摘出しており、アメリカ軍がサイパンに来襲した1944年6月中旬時点でフィリピン、ルソン島の兵力は2個師団、4個旅団に過ぎず、5月に配備された第2飛行師団も半数近くが転用されていた。
6月25日、サイパンの放棄が決定され絶対国防圏が崩壊した時、陸軍はアメリカ軍の反攻をビアク方面からと考えていたこともあり、本土・南西諸島方面は無防備に等しい状態であった。
フィリピンへの侵攻が具体的な脅威となり、陸軍は海軍と共に北は千島列島から南はフィリピンにかけて、防衛線を構築。捷号作戦と命名された防衛作戦では陸軍はフィリピンもしくは南西諸島に敵が侵攻してい来ると推測。両方面に増員を決定した。
フィリピン方面には7月15日より3個師団に相当する兵力がマニラに到着し、在来の部隊と共に4個師団（第100師団・第102師団・第103師団・第105師団）を編成した。また6月に航空戦力として第4航空軍を司令部をマニラに移し、フィリピンに3個飛行師団（第2飛行師団・第4飛行師団・第6飛行師団）。台湾に第7飛行師団を展開し、航空戦力を増強した。
7月24日、第14軍は「第14方面軍」に改編され、麾下に新たに第35軍を創設。その後も戦力の増強が行われ、アメリカ軍がレイテ島に侵攻した時点での戦力と配置はその戦闘序列は以下の通り
- 第14方面軍（軍司令官：黒田重徳中将→山下奉文大将〈10/5着〉　参謀長：佐久間亮三少将→武藤章中将〈10/20着〉）
  - 方面軍司令部直轄
    - 第8師団（ルソン島）
    - 第26師団（ルソン島）
    - 第103師団（ルソン島）
    - 第105師団（ルソン島）
    - 戦車第2師団（ルソン島）
    - 独立混成第58旅団（ルソン島）
    - 独立混成第61旅団（バタン・バブヤン諸島）
    - 独立混成第26連隊（ルソン島）
    - 独立速射砲5個（18・19・20・23・25）大隊
    - 独立機関銃5個（11・12・13・25・26）大隊
    - 野戦重砲兵2個（12・22）連隊
    - 独立重砲兵第4大隊
    - 独立臼砲兵第21大隊

  - 第35軍（軍司令：鈴木宗作中将、参謀長：友近美晴大佐、参謀：大曾根義彦中佐）
    - 第16師団（レイテ島）
    - 第30師団（ミンダナオ島）
    - 第100師団（ミンダナオ島）
    - 第102師団（ビサヤ諸島）
    - 独立混成第54旅団（ミンダナオ島）
    - 独立混成第55旅団（ホロ島）
    - 特設自動車3個（23・24・25）中隊
    - 特設建勤務1個中隊

  - 第1師団※揚子江河口よりフィリピンへ移動中

マニラには第14方面軍の上級司令部である南方総軍司令部も存在した。フィリピンの防衛準備に当たり、南方総軍と、黒田第14方面軍司令との間に方針についての対立があり、9月26日付で黒田中将は更迭となり、満州にいた山下奉文大将が軍司令官に任命される。10月6日にマニラに着任した山下大将は積極的に行動し、大本営からの兵力転換要請（ルソン島からボルネオ島への兵力転換）を4個大隊に留め、代わりにバリクパパン配置予定の第71旅団を補充してもらうよう手配するなど。アメリカ軍のペリリュー侵攻などの攻勢に翻弄される上級司令部の横槍をうまく躱し、ルソン決戦に向けての準備を進めていた。しかし着任から10日ほどでアメリカ軍の上陸が始まり準備期間がなかったこと。台湾沖航空戦の誇大戦果を信じた南方総軍までがルソン島からの兵力のレイテ抽出を命じるなど、山下の意に反してルソン島の防衛線力は削られ、続くルソン島での戦いで第14方面軍が苦戦する主因となる。

### 警戒発令
1944年9月9日、日本海軍の見張所から敵ダバオ上陸の虚報が入って日本軍が混乱するダバオ誤報事件が発生する。この際、連合艦隊司令長官豊田副武大将は、敵ダバオ上陸の報を受け、午後3時15分に「捷一号作戦警戒」を発令、午後3時32分に先遣部隊指揮官に対して中型潜水艦全力を急遽出撃せしむべき旨を下令した。大本営では陸海軍部作戦連絡会議を開催し、捷一号作戦発動の要否ならびにその時期について検討し、ここ2、3日航空実働兵力の急速整備を図ったうえ、必要なら発動を令することに決めた。しかし、現地から敵上陸の方が虚報であることが知らされると、11日早朝、連合艦隊司令長官は「捷一号作戦警戒」ならびに南西方面部隊に対する敵上陸船団の攻撃に関する命令をそれぞれ取り消した。
10月1日、戦時編成の変更が行われ、第三航空戦隊司令部は廃止され第一機動艦隊司令部の直率とし、新たに第一航空戦隊司令部が新設され古村啓蔵少将が司令官となる。
10月9日、南鳥島は突如アメリカ軍艦隊の砲撃を受ける。また鹿屋基地からでた哨戒機も消息を絶った。翌10日、南西諸島沖に出現したアメリカ軍機動部隊は沖縄・奄美大島・沖永良部・南大東・久米・宮古の各島を空襲する。この時豊田副武連合艦隊司令長官は比島の視察を終えて台湾の新竹におり、草鹿龍之介参謀長の判断で「捷二号作戦警戒」が発令される。
15時20分には鹿屋から出撃した索敵機の1機がアメリカ軍機動部隊を発見するがこの日のT攻撃部隊による夜間攻撃は断念される。翌10日はアメリカ軍機動部隊に先制され、06時45分頃よ沖縄を含む各島は再び空襲を受ける。この空襲で陸海軍機約45機を失い、潜水母艦迅鯨など艦艇22隻が撃沈された。しかしアメリカ軍機動部隊の行方は再び不明となり、12日未明に台湾東港から出た索敵機が発見するまでそれは続いた。
連合艦隊司令部は12日10時25分、「基地航空隊捷一号及び二号作戦発動」を発令した。
第二航空艦隊を基幹とする第六基地航空部隊は15日にかけて敵機動部隊撃滅を果たすべく航空撃滅戦を展開する。この戦いで第二航空艦隊は大打撃を被るが、生還した乗員の報告などから敵機動部隊にも大打撃（空母11隻・戦艦2隻・巡洋艦3隻を撃沈）を与えたと判断する。しかし15日にほぼ無傷の空母群が3個発見され、10月17日にレイテ湾口近くのスルアン島にアメリカ軍の一部が上陸、以後攻略部隊の大群がレイテ湾に侵入したことで、アメリカ軍機動部隊は健在であることが判明する。第二航空艦隊は19日より、残った戦力の台湾から比島への緊急展開を指示。台湾沖航空戦の傷も癒えぬままレイテ沖海戦を迎えることになる。
第六基地航空部隊の10月19日時点での在台湾航空兵力は以下の通りだった。第二航空艦隊の他、第三艦隊から転用した第三第四航空戦隊所属機や第三航空艦隊から増派された機なども含む。また大損害を受けた在九州のT攻撃部隊（陸攻など）は投入を見送られた。
甲戦闘機（零戦各型）：保有数253機、内稼働数146機
乙戦闘機（紫電ほか）：保有数41機、内稼働数30機
丙戦闘機（月光ほか）：保有数9機、内稼働数3機
艦上爆撃機（九九式艦爆、彗星）：保有数61機、内稼働数17機
艦上攻撃機（天山）：保有数22機、内稼働数20機
陸上爆撃機（銀河）：保有数2機、内稼働数1機
飛行艇（九七式飛行艇）：保有数7機、内稼働数3機
艦偵（彩雲ほか）：保有数3機、内稼働数1機
また損耗したT攻撃部隊の代わりとして木更津で哨戒任務に就いていた第五十一航空戦隊（第十二航空艦隊所属）攻撃七〇二飛行隊を18日付で第六基地航空部隊に編入した。同飛行隊は
陸上攻撃機（一式陸攻）：保有数49機、内稼働数26機
であった。
第一航空艦隊は、陸軍との共同での敵機動部隊への攻撃を目指した共同攻撃法の実地訓練をするため、部隊はルソン島クラーク基地に集結しており、11日には各指揮官を招致していた。米機動部隊侵攻の報告を受けた第一航空艦隊は攻撃準備を開始し、13日に稼働全機をあげての攻撃が計画された。攻撃隊は陸攻、天山、彗星計30機に零戦70機（一部は爆装）、陸軍の四式戦40機、三式戦30機だった。攻撃隊は13時に出撃するがこの日は730mmの低気圧に進撃を阻まれ、一部は敵機と交戦するものの、結局進撃はならずフィリピン北岸の各基地に帰投した。
15日には敵機動部隊発見の報を受けて第一次攻撃隊として零戦19機、爆装零戦7機を出撃させ奇襲攻撃に向かわせ、同隊は敵機動部隊を攻撃。爆装零戦6機を失うも空母1隻に至近弾、巡洋艦1隻に命中弾を与えた。一方来襲したアメリカ軍機40機を零戦約50機で応戦、27機を撃墜するが零戦も13機を失った。14時には第二次攻撃隊の陸攻3機、天山12機、零戦13機、陸軍戦闘機63機が出撃した。第二次攻撃隊も敵機動部隊を攻撃し空母1隻撃沈を報じたが、陸攻3機・天山8機・零戦3機・陸軍戦闘機9機を失った。またこの時第二十六航空戦隊司令の有馬正文少将が自ら陸攻に乗り込み出撃し戦死している。これら一連の航空攻撃により、10月16日時点での第一航空艦隊の航空戦力は零戦12～16機・彗星1機・銀河2機・陸攻3機・天山7機・月光1機にまで激減。ほぼ戦力を喪失した状態で、翌17日のアメリカ軍攻略部隊のレイテ接近を迎えることになる。
第三艦隊は、12日より始まった台湾沖航空戦では連合艦隊からの「当分は機動部隊は使用しない」という約束を受けて、錬成途上の第三、第四両航空戦隊の所属機が台湾に向かう。しかし航空戦は殆ど戦果を挙げられずに損害のみ多大となり、派遣した航空隊も大損害を被ってしまう。17日になるとアメリカ軍がスルアン島に上陸し、レイテ沖海戦が本格化する。すると連合艦隊はそれまでの発言を撤回し機動部隊の捷一号作戦への投入を決定する。航空戦力のない機動部隊は年末錬成完成予定だった第一航空戦隊の航空兵力のうち、空母着艦の経験のある搭乗員などをかき集め、何とか100機余の航空機を揃え、敵機動部隊の北方誘致と基地航空隊と共同してこれの殲滅を目指し出撃した。
14日、敵機動部隊に大打撃を与えたと判断した連合艦隊は第二遊撃部隊（第二十一戦隊・第一水雷戦隊）に対して残敵掃討の出撃命令を下令する。空母直衛戦力である第六十一駆逐隊や錬成訓練中の第十一水雷戦隊はこの出撃から外された。部隊は15日0時に岩国を出撃し南下を続けたが、16日以降アメリカ軍機動部隊が健在である兆候があることなどから16日正午に南下を取りやめ北上を開始、台湾馬公に向かいそこで待機することにした。しかし17日にアメリカ軍がスルアン島に上陸し、レイテ沖海戦が始まったことで第二遊撃部隊は本来の任務であった「機動部隊の前衛」を果たすことなく、南西方面部隊への所属替えの上レイテ湾に突入することになる。

### 作戦発動
この作戦は日本軍の残存兵力のほぼ全てを投じた作戦であるにもかかわらず、様々な不備が重なり大敗を喫した。
満を持して行われた捷一号作戦であったが、作戦の中核戦力である基地航空部隊（第五第六基地航空部隊）が共にダバオ誤報事件や台湾沖航空戦で殆ど戦力をすり潰した状態での発令となってしまい、作戦の根幹が既に崩壊していたが、連合艦隊は殆ど変更を指示することなく発令した結果、まず基地航空部隊による敵機動部隊の殲滅は失敗し、24日に軽空母プリンストンを撃沈、25日に初投入された神風特別攻撃隊により護送空母セント・ローを撃沈したのみに終わった。
敵機動部隊を北方に誘致し基地航空部隊と共にこれを撃滅する役目を負った機動部隊本隊は、台湾沖航空戦に錬成していた航空隊を提供し、捷一号作戦にそれらを呼び戻すことができず錬成が遅れていた航空隊から空母機動戦に耐えられる乗員らをかき集めて対応しようとしたが、作戦予定の半数にも満たない100機余の航空機しか集まらず、そのため空母機動部隊の打撃力が不足し殆ど囮のような行動となってしまい、結果空母4隻は全滅し艦艇の半数近くを失ってしまった。また誘致自体は成功したがタイミングを逸し、第一遊撃部隊は24日日中に5度にわたる空襲を受け同部隊の中核戦力の一つであった戦艦武蔵が沈み、他の艦艇も損傷を被ってしまった。
第二遊撃部隊は元々機動部隊本隊の前衛として同隊を守る役割だったが台湾沖航空戦の残敵掃討に出撃させた事が裏目に出て、これも機動部隊本隊に再合流することができず、新たな役割も二転三転し、結局レイテ湾への突入となるが所属が第一遊撃部隊の指揮下でなく南西方面部隊の指揮下のままとされたため、同じく突入する第一遊撃部隊や同第三部隊（通称西村艦隊）と連携がとれないまま別個での進軍となり、殆ど戦局に寄与せぬまま撤退した。
第一遊撃部隊は、基地航空部隊のアメリカ軍機動部隊撃滅という間接支援を受けながら、上陸地点へ向かう予定だったが、撃滅できなかったことと機動部隊本隊による北方誘致が遅れたことで結局空襲を受けることになり、上記のように損害を受けてしまった。更に空襲の激しさから一時的に反転したことで、別路を進軍する第三部隊との連携は不可能となり、同部隊は単独でのレイテ湾突入を実施し、アメリカ軍艦隊の反撃を受けて壊滅した。第一遊撃部隊自身も25日午前にアメリカ軍護送空母群の1つと交戦し損害を与えたが、これを「正規空母を含む機動部隊の一群」と誤認し、それを撃滅したと考えた。更に交戦後よりアメリカ軍機による空襲が再開し艦隊が航空機の脅威に晒されたことと、機動部隊本隊からの電報が殆どなく誘致に成功したか不明だったことから、北方誘致は失敗し、アメリカ軍機動部隊はまだ付近にいると考えてしまう。更に友軍からの敵機動部隊発見の報告（ヤキ1カ電）もあり、第一遊撃部隊は反転北上し機動部隊攻撃に向かい、実質的に捷一号作戦は失敗に終わった
一方陸軍は当初の決戦地をルソン島としていたが、台湾沖航空戦の戦果を信じた参謀本部の命令により急遽レイテ島での決戦に変更された。このためルソン島の兵力の少なくない数をレイテ島に輸送することとなるが、機動部隊を殲滅できていない状態での輸送作戦は無謀であり、実際途中に輸送船の多くが撃沈された（詳細は多号作戦、レイテ島の戦い）。それでも第一遊撃部隊などの残存艦艇を集めて護衛任務を行ったことである程度の輸送には成功している。しかしそれでも「焼石に水」でしかなく、その護衛戦力も大半は一連の輸送作戦で壊滅してしまった。陸軍の基地航空隊も上記のように現地部隊間で機動部隊攻撃を優先したため上陸部隊への攻撃は散発的なもので終わった。
レイテ島の戦いは1945年1月初頭まで続き、1月9日にはルソン島にも連合軍が上陸。守備戦力をレイテ島に投入して減少していた日本軍は装備や食料を失いながらも主にゲリラ戦で抵抗したが、制空権を手にし、重装備且つ情報と補給の行き届いたアメリカ軍の前ではまともな抵抗は行えず、加えてフィリピン人の反乱軍や現地民族の襲撃に遭い大半が全滅した（マニラの戦い他）。

## 資料
原文はカタカナであるが、ひらがなに直し、一部漢字などを平易なものに改めた。文字変更は臺灣→台湾 濠州→豪州 方りて→当りて 投スル→投ずる など一部濁点の付加、ツ→っ 他。また、文を繋ぐ機能を考慮し 及→及び 等。

### 陸海軍爾後ノ作戦指導大綱
陸海軍爾後の作戦指導大綱
大本営陸軍部
大本営海軍部
第一 方針
一
本年後期アメリカ軍主力の進攻に対し決戦を指導し、その企図を破摧す
決戦方面を本土（北海道、本州、四国、九州附近及情況により小笠原諸島を指す）、連絡圏域（南西諸島、台湾及東南支那附近を指す）及び比島方面（地上決戦方面は北部比島附近とす）と予定し決戦の時機を概ね八月以降と予期す
決戦実施の要域は大本営之を決定す
第二 要領
二 対米決戦指導
（イ）
西太平洋方面に対しては敵の来攻に先だち機会を捕捉し極力敵戦力を漸減しその進攻を防止するに努め又手段を尽くして敵情偵知に努む
（ロ）
速に小笠原諸島、大東島及千島要域の戦備を増強すると共に概ね八月末頃を目途として連絡圏域及比島方面要域に置ける。又概ね十月頃を目途として直接本土に於ける決戦準備を概成し爾後更に之を増強。此の間本土枢要部の防空戦備を更に促進強化す
（ハ）
敵の決戦方面に来攻に当たりては空海陸の戦力を極度に集中し敵空母及び輸送船を所在に求めて之を必殺すると共に敵上陸せば之を地上に必滅す
此の際機を失せず空海協力の下に予め待機せる反撃部隊を以て極力敵を反撃す
敵の決戦方面に来攻二方面以上に亘る場合決戦実施要域は敵主力機動部隊の指向方面その他全般の戦況に鑑み之を決定す
（ニ）
国力戦力の維持培養の為特に連絡圏域方面に於ける対潜対空兵力の重点的配備を構成し以て敵機動部隊の策動及基地よりする敵空襲の激化に備へ又潜水艦の跳梁を封殺し本土及南方資源要域間海上交通の確保を期す
三 中部太平洋方面作戦
（イ）
機宜航空基地を活用して奇襲攻撃を行い敵基地の利用封殺並びに敵兵力の漸減を策す
（ロ）
小笠原及「パラオ」両方面より主として航空機を以て「マリアナ」方面の敵に対する攻勢を極力持続するに努む
（ハ）
敵来攻せば概ね所在兵力を以て之を撃破し敵の進攻を阻止するに努む
四 南西方面作戦
（イ）
南西方面作戦の重点は比島方面に於ける決戦指導並びに油田地帯、艦隊主要泊地（「ギマラス」「タウイタウイ」「コルネー」「リンガ」）の確保防衛とす
（ロ）
豪北方面（「ソロン」「ハルマヘラ」「アンボン」附近の地区を重点とす）は南方圏東翼の支撐
として来攻する敵を撃破して極力之を確保す
（ハ）
ビルマ方面は南方圏北翼の支撐とし印支分断の戦略根拠及び西南支那方面の把握と相俟って印度支那方面安定確保の前哨たる如く来攻する敵を撃破しつつその要域を確保す
（ニ）
情況之を許せば一部潜水艦を以て機宜印度沿海及び豪州西岸に於ける敵情偵知及び敵補給路の遮断に努む
又独国潜水艦の印度洋に於ける交通破壊戦に対し積極的に協力し之を促進す
五 北東方面作戦
千島、樺太方面に於いては概ね所在兵力を以て来攻する敵を撃破してその要域を確保す
北海道方面敵来攻に当たりては機宜決戦を指導す
六 南東方面作戦
所在兵力を以て来攻の敵を撃破して極力其の要域を確保す。尚一部飛行場の機に投ずる利用を可能ならしむるに努む
七 対支作戦
（イ）
概ね本年末頃迄に一号作戦の全目的を達成し右に引き続き全般状況之を許す限り西南支那方面に於ける戦略態勢を強化し主として印支分断及び印度支那方面の安定確保を容易ならしむ
（ロ）
浙東沿岸要地を占拠して米支連絡を未然に封殺すると共に連絡圏域周辺の確保及び船艇連絡を容易ならしむ
（ハ）
中支三角地帯（南京、上海及び抗州附近の地帯）方面に於ける東面の空地戦備を極力強化し九州、沖縄、台湾と相俟って東支那海に於ける強力なる支撐を構成す
八 対蘇施策
蘇聯に対しあらゆる戦政略施策を講じて日蘇戦の惹起を防遏するに努む
九
各方面に後方断絶に備へ極力各地域の自活自戦能力を向上し長期克くく独力を以て作戦を遂行す
右に関連し特に特に船艇輸送及び之が掩護並びに主要幹線鉄道の強化確保を重視す

### 捷号航空作戦ニ関スル陸海軍中央協定
大海指第四百三十五号別冊
捷号航空作戦ニ関スル陸海軍中央協定
昭和十九年七月二十四日
大本営陸軍部
大本営海軍部
一 航空作戦指導方針
陸海軍航空部隊は概ね八月中旬を目途として決戦態勢を整備し敵の来攻に当たりては両軍航空戦力を決戦要域に徹底的に集中し且之を総合発揮して敵進攻兵力を捕捉撃滅す。之が為決戦方面は北海道より比島に亘る地域とし決戦実施の要域は大本営が之を決定す。
二 航空兵力配備及び運用
陸海軍航空兵力の基本配置左の如く定め各地区に於ける決戦に際しては別表の如く運用す。
- 北東方面
  - 第十二航空艦隊
  - 第一飛行師団

- 本土（北海道を除く）
  - 第三航空艦隊
  - 第三艦隊所属航空隊（本土方面に在る場合）
  - 教導航空部隊
  - 第十飛行師団
  - 第十一飛行師団（呉空、佐空各戦闘機隊及び三〇二空を含む）
  - 第十二飛行師団

- 南西諸島 台湾方面
  - 第二航空艦隊（飛七、飛九を含む）
  - 第八飛行師団

- 比島、豪北、中部太平洋方面
  - 第一航空艦隊（飛一五を含む）
  - 第四航空軍

爾他正面は現状通り
三 各方面に於ける陸海軍航空指揮関係及び作戦担任
（イ） 北東方面
航空作戦（要地防空、海上交通保護作戦を含む）は第十二航空艦隊の担任とし同司令長官は作戦に関し第一飛行師団を指揮す。
北海道及び千島方面の直接防衛に関し第十二航空艦隊司令長官は第五方面軍司令官の指揮を受く。
（ロ） 本土（北海道を除く）
進攻作戦は第三航空艦隊、本土直接防衛は陸軍航空部隊のそれぞれ担任とす。
陸軍航空部隊進攻作戦を行う場合に於いては陸海軍共同作戦とす。
（ハ） 南西諸島、台湾方面
航空作戦は第二航空艦隊の主担任とし同艦隊司令長官は作戦に関し第八飛行師団を指揮す。
但し教導航空部隊を同方面の作戦に任ずる場合に於いては陸海軍共同作戦とす。
（ニ） 比島、豪北、中部太平洋方面
陸海軍共同作戦とす。
比島方面に於ける決戦生起迄の陸海軍主要作戦任務分担を左の如く定む。
海軍
中部太平洋方面航空作戦
比島方面遠距離哨戒
陸軍
豪北方面航空作戦
比島方面に於ける決戦に際しては両軍航空戦力の統合発揮に遺憾なきを期す。之が為洋上作戦を主とする場合は第四航空軍洋上進攻兵力をして作戦に関し第一航空艦隊司令長官の指揮を受けしめ陸上作戦を主とする場合は第一航空艦隊の所要兵力をして作戦に関し第四航空軍司令官の指揮を受けしむる等努めて指揮の統一を図るものとす。
四 航空決戦指導の基本要領
（イ） 決戦の時機以前に於ける基地航空戦
航空兵力を務めて縦深に配備し主動的にして柔軟なる作戦（戦闘）指導に徹し以て敵戦力の撃破を図り我戦力の漸耗を防止するを本旨とす。
之が為特に敵基地に対する短切なる奇襲攻撃及び機略に富む邀撃を重視し基地の直接防空等は地上砲火に依存するを例とす。
（ロ） 敵の渡洋進攻部隊に対する航空決戦
一部の奇襲兵力を以て敵空母の漸減を策とすると共に敵をして為し得る限り我基地に近接せしめたる後陸海軍航空の全兵力を投入して昼夜に亘り果敢執拗なる攻撃を反復し敵空母及び輸送船団を併せ撃滅するを本則とす。決戦に当たり陸海軍航空部隊の機種に応ずる使用区分は概ね左に拠るものとす。
（ハ） 敵の本土要域に対する機動空襲に当たりては防空態勢を強化する共に（ロ）項要領に拘らず機先を制して敵を攻撃す。
（ニ）陸海軍航空部隊は右決戦実行に即応する如く軽快神速なる配置変換を実施す。
之が為特に主要航空基地に対しては対爆掩護を確実ならしめ且つ滑走路の迅速なる修復に遺憾なきを期するものとす。
五 航空基地の使用
1 陸海軍各々自軍管理の基地を使用するを本則とし特に共用すべき基地左の如し。
（一）北東方面（略）
（二）本州及び九州
陸軍主用し海軍共用するもの
新島、都城
海軍主用し陸軍共用するもの
鹿屋（KFA司令部及び連絡用）、済州島、八丈島
KFA：教導航空軍
（三） 南西諸島
陸軍主用し海軍共用するもの
沖縄北
海軍主用し陸軍共用するもの
小禄（連絡用）、種子島
（四） 台湾
陸軍主用し海軍共用するもの
宜蘭第一、花蓮港第一、台東、恒春
（五） 比島及び「セレベス」
陸軍主用し海軍共用するもの
「ラサン・ダリヤオン・ミンタル・マラバン・リパ」第一、「カガヤン」基地中一箇
海軍主用し陸軍共用するもの
「ダバオ」第二（連絡用）、「ザンボアンガ」第一、「メナド」第一、「メナド」第二、「ケンダリー・マカッサル」
右の外海軍機動艦隊の入泊する場合に限り陸軍は「バゴロド」基地中の四飛行場を海軍の一時的使用に供す。
2 作戦の必要に依りては前記協定の外陸海軍相互基地の融通使用を図り以て我が航空戦力の統合発揮に遺憾なからしむものとす。
3 第一、第二号に拠る細部に関しては現地陸海軍部隊指揮官相互協定するものとす。
六 通信暗号、情報、気象
1 地上通信
（五） 陸海軍の通信連絡の為特に増強すべき航空専用通信施設及び其の担任区分別紙第三の如し
（その他略）
七 航空燃料弾薬の補給及び給養
1 陸海軍各々自軍部隊の補給を担任するを本則とす。
但し海軍は陸軍部隊の使用する対潜爆弾、三号爆弾及び魚雷の補給を担任す。
（その他略）
八 陸海軍現地指揮官間の協定
陸海軍現地指揮官は本中央協定に基き成るべく速かに細部の協定を行うものとす。
右協定を実施すべき陸海軍現地指揮官左の如し。
防衛総司令官（教導航空軍司令官）
連合艦隊司令長官（第二航空艦隊司令長官 第三航空艦隊司令長官）
南方軍総司令官（第四航空軍司令官）
連合艦隊司令長官（第一航空艦隊司令長官）
（下記の別紙第一、第二には各捷号作戦別に各部隊の基本配置が記載されている）
別紙第一
| 方面別           | 基本配置兵力                                                    | 捷一号作戦充当兵力              | 捷二号作戦充当兵力 | 捷三号作戦充当兵力                    | 捷四号作戦充当兵力                    |
| ---------------- | --------------------------------------------------------------- | ------------------------------- | ------------------ | ------------------------------------- | ------------------------------------- |
| 北東方面         | 第一飛行師団 戦闘・軽爆・偵察各1個戦隊 重爆2個戦隊              | 戦略予備                        | 戦略予備           | 戦略予備                              | 全力投入                              |
| 本土（東部）     | 第十飛行師団 戦闘6個戦隊 偵察1個戦隊                            |                                 |                    | 全力投入                              |                                       |
| 本土（東部）     | 第十飛行師団 戦闘6個戦隊 偵察1個戦隊                            |                                 |                    | 全力投入                              |                                       |
| 本土（中部）     | 第十一飛行師団 戦闘4個戦隊                                      |                                 |                    | 全力投入                              |                                       |
| 本土（西部）     | 第十二飛行師団 戦闘2個戦隊 偵察1個戦隊                          |                                 |                    | 全力投入                              |                                       |
| 本土（機動予備） | 教導航空部隊 戦闘8個戦隊 軽爆1個戦隊 偵察・重爆各2個戦隊        | 戦闘2個戦隊 重爆1個戦隊         | 全力投入           | 全力投入                              | 戦闘2個戦隊 軽爆・重爆・偵察各1個戦隊 |
| 台湾・南西諸島   | 第八飛行師団 戦闘3個戦隊1個中隊 重爆・軽爆・襲撃・偵察各1個戦隊 | 襲撃2個戦隊 重爆・軽爆各1個戦隊 | 全力投入           | 重爆1個戦隊                           | 戦略予備                              |
| 比島             | 第四航空軍 戦闘・襲撃各4個戦隊 重爆・偵察各2個戦隊              | 襲撃2個戦隊 重爆・軽爆各1個戦隊 | 全力投入           | 戦闘2個戦隊 重爆・戦闘・襲撃各2個戦隊 | 戦略予備                              |
| 支那             | 第五航空軍 戦闘・偵察4個戦隊 軽爆2個戦隊 襲撃1個戦隊            | 戦闘2個戦隊                     | 戦闘2個戦隊        | 戦闘・軽爆各2個戦隊                   | 戦略予備                              |

別紙第二
| 艦隊                                | 飛行隊 | 捷一号作戦充当兵力                    | 捷二号作戦充当兵力                    | 捷三号作戦充当兵力                    | 捷四号作戦充当兵力                                          |
| ----------------------------------- | --- | ------------------------------------- | ------------------------------------- | ------------------------------------- | ----------------------------------------------------------- |
| 第一航空艦隊                        | 戦闘三〇一・三〇五・三〇六・三一一・九〇一各飛行隊 攻撃一〇五・二五一・四〇一・七〇四各飛行隊 偵察一〇二飛行隊 飛行第十五戦隊（陸軍より）                                                                                      | 全力投入                              | 大部投入                              | 戦略予備                              | 戦略予備                                                    |
| 第二航空艦隊                        | 戦闘三〇八・三一二・三一三・四〇一・四〇二・四〇七・八〇四各飛行隊 攻撃三・四〇五・四〇六・七〇八各飛行隊 偵察三・四各飛行隊 飛行第七・九八各戦隊（陸軍より） 第八飛行師団（陸軍より）                                         | 大部投入                              | 全力投入                              | 大部投入                              | 一部投入                                                    |
| 第三航空艦隊                        | 戦闘三〇二・三一五・三一六・三一七・八五一各飛行隊 攻撃五・二五六・七〇三各飛行隊 偵察11飛行隊 第八〇一海軍航空隊 | 戦略予備                              | 大部投入                              | 全力投入                              | 大部投入                                                    |
| 第十二航空艦隊                      | 戦闘三〇三・三〇四各飛行隊 攻撃一〇二・一〇三・二五二・七〇二各飛行隊 第一飛行師団（陸軍より） | 戦略予備                              | 戦略予備                              | 大部投入                              | 全力投入                                                    |
| 第三艦隊                            | 第六〇一海軍航空隊 戦闘一六一・一六二各飛行隊 攻撃一六一・二六一各飛行隊 偵察六一飛行隊 第六三四海軍航空隊 戦闘一六三飛行隊 爆撃一八/六飛行隊 水爆一八/六飛行隊 第六五三海軍航空隊 戦闘一六五・一六六各飛行隊 攻撃二六三飛行隊 | 第六三四海軍航空隊 第六五三海軍航空隊 | 第六三四海軍航空隊 第六五三海軍航空隊 | 第六三四海軍航空隊 第六五三海軍航空隊 | 第六三四海軍航空隊 第六五三海軍航空隊 ※北海道各基地より運用 |
| 第十三航空艦隊 （支那方面艦隊所属） | 第二五四・二五六各海軍航空隊 第二八航空戦隊 | 第二八航空戦隊                        | 第二五四・二五六各海軍航空隊          | 戦略予備                              | 戦略予備                                                    |

別紙第三
陸海軍間航空専用通信施設増強及び担任区分表

### 聯合艦隊捷号作戦要領
（文中で「右にもとづく」とあるのは原文が縦書きであるため）
聯合艦隊捷号作戦要領

一 作戦方針
（一）
大本営の捷号作戦指導要領に準拠し、聯合艦隊は陸軍と共同、来攻する敵を捷号決戦海面に邀撃撃滅して、不敗の戦略態勢を確保す。
（二）
森厳なる統御に徹し、必勝不敗の信念を堅持し、指揮官陣頭に立ち、万策を尽くしてこの一戦に敵の必滅を期する。
二 作戦要領
捷号作戦の作戦要領中、捷一号作戦（比島方面）の作戦要領はおおむね次のとおりであった。
（一）作戦準備
1 比島にすみやかに第一、第二航空艦隊全航空兵力の展開可能の航空基地を整備する。これがため、陸海軍中央協定に基づくクラーク、パゴロド方面の基地群をすみやかに整備する。
2 海上部隊の前進泊地をブルネイ、コロン又はギマラス水道に予定し、これが整備を促進する。
3 特攻兵器の基地を南比及び北比の要点に急設する。陸海軍中央協定に基づき海軍は主としてダバオ、ザンボアンガ、バダンガス並びにラモン湾に基地を設定する。
（二）作戦要領
基地航空隊は当初、敵機動部隊の攻撃を回避し、第五、第六及び第七基地航空部隊は其の全力を集中、適宜進出する。水上部隊もまた適宜進出し、上陸点に殺到する。基地航空部隊は右に策応する。敵なお上陸に成功せば、敵の増援部隊を撃滅して敵の増援を阻止し、陸上兵力の反撃と相俟って、敵を水際に撃滅する。
しかし、敵の上陸点に対する海上部隊の突入時機は敵上陸開始後二日以内に実施するを立て前とし、航空撃滅戦は、水上部隊の突入時機より二日以前に開始するを立て前とする。
右に基づく各部隊の作戦要領は次のとおりである。
1 航空部隊
捷一号作戦においては、第一及び第二航空艦隊の全兵力を使用するものとし、第一、第二航空艦隊を比島に集中する。
敵来攻前、第二航空艦隊の兵力は本土西部に在って一ないし二躍進をもって比島に進出しうる態勢にあるを立て前とし、比島進出の時機は聯合艦隊司令長官が指令する。
攻撃目標は敵空母、輸送船とするが、航空兵力中、新鋭最強兵力はこれを敵空母に指向する。
第三、第十二航空艦隊の兵力は第二線兵力として内線に待機し、これが戦闘加入の時機は特令する。
敵が輸送船団を伴わずして単に機動空襲にでる場合には、機略に富む短切な攻撃をもって敵を奇襲漸減するに努め、極力兵力の損耗を避ける。但し好機敵を撃滅しうる戦機を把握した場合には基地航空部隊独力で敵空母を捕捉撃滅することがある。
この場合には「基地航空部隊捷一号作戦発動」を発令する。
2 水上部隊の作戦
第一遊撃部隊（第二艦隊の大部）はリンガ泊地、第二遊撃部隊（第五艦隊全力）及び機動部隊本隊（第三艦隊全力）は内海西部に待機し、敵の来攻を予期するに至らば第一遊撃部隊はブルネイ又はコロン、ギマラス方面に進出待機し、第二遊撃部隊は内海西部または南西諸島方面に進出待機する。機動部隊本隊は内海西部において出撃準備を整え特令によって出撃する。
敵上陸するに至らば第一遊撃部隊は基地航空部隊の航空撃滅戦に策応して、敵の上陸点に突入作戦を実施する。第二遊撃部隊及び機動部隊本隊はおおむね敵を北方に牽制するを立て前とする。
3 潜水部隊
潜水部隊は敵の来攻を予期せば特令により指定海面に進出または集中して、敵の上陸前に主として輸送船団を捕捉撃滅し、爾後敵の増援輸送を遮断するに努める。
4 特攻部隊
水上及び水中特攻部隊の使用は大本営において管制し、特令により作戦に参加する。主攻撃目標を敵輸送船団または上陸用舟艇とし、敵上陸の初動一挙に大兵力を集中使用するに努める。
三 作戦発動要領
大本営において「捷号作戦方面」決定あらば、爾後聯合艦隊司令長官において「捷○号作戦警戒」又は「捷○号作戦発動」を下令する。
但し基地航空部隊のみをもって好機敵機動部隊を捕捉撃滅する場合は、聯合艦隊司令長官独断「基地航空部隊捷○号作戦警戒または発動」を下令することがある。
四 捷一号作戦における指揮系統
捷一号作戦発動以後は右掲の指揮系統により作戦するを立て前とする。
※捷号作戦要領発令時の水上艦隊の指揮系統図は現存していない

### 機動部隊捷号作戦要領
第一、一般作戦方針
⑴、皇国の興廃を決すべき戦局に際し、機動部隊は連合艦隊の作戦指導に基づき、神厳なる統帥に徹し全員大義に殉じ国防の完遂を期す
⑵、機動部隊の作戦は友軍（基地航空部隊など）と緊密に協力しつつ、所定の決戦正面に於いて、敵艦隊及び攻略部隊を撃滅し敵侵攻企図を破砕するにあり、このため各部隊は急速戦力の充実に努め、練成及び新兵器新戦術の実用化を促進する
⑶、決戦正面は我が本土、南西諸島及び台湾を経て比島に至る海域及び状況により小笠原群島海域を含むものとし、その決戦区分は次の通りとする
●決戦区分
機動部隊は捷一号、捷二号及び捷三号の本州西半部作戦に於いて、現配備の全力を挙げて決戦に参加する。
本州東半部、小笠原群島、捷四号作戦においては機動部隊は状況の許す限り大部又は一部が参加し、パラオ方面・春地区面など枢要地攻防戦に於いては戦況によりこれに参加する場合がある
⑷、我戦備の進捗の関係上8月下旬までは敵機動部隊に対しては、特令のない限り主に第一第二遊撃部隊が作戦を実施する。この場合の作戦は連合艦隊捷号作戦要領に基づき各遊撃部隊指揮官所定とする。状況により第一遊撃部隊指揮官の統一指揮とすることもあり。9月以降の作戦は本職の指揮の下、第二四兵力部署（後述）により作戦す
⑸、各部隊は警戒を厳にして所定地点に待機し、友軍協力のもとに方策をつくして敵情偵知に努める。敵の来攻を察知し、敵の侵攻方面及びその上陸企図を有することが判明すれば、機を逸せず出撃あるいは前進基地に進出、所定の作戦に従事する
⑹、第一遊撃部隊の作戦は、機動部隊本隊と同一作戦海面に道中、またはその戦略的行動を特に統制指揮するを要する場合の他は、一般に捷号作戦要領に基づき指揮官所定とする。
第二、具体的作戦方針
一、捷一号、捷二号作戦
イ、友軍の作戦
基地航空部隊は、はじめは敵機動部隊の初動攻撃を回避しつつ、第5.6.7各基地航空部隊など、集中可能の全航空兵力を以て進出、敵攻撃部隊の近接を待ち、その上陸前日又は当日を期して敵機動部隊並びに攻略部隊への総攻撃を行う。
先遣部隊（潜水艦部隊）は全力を挙げて邀撃、守備部隊は敵を水際で撃滅するに務め、敵が上陸した場合は飛行場戦力使用を死力を尽くして阻止する
ロ、機動部隊の作戦
⑴、第一遊撃部隊
敵が上陸企図を有することが判明次第出撃し、ブルネイ又は比島中北部に進出、補給の上敵攻略部隊の上陸時に上陸地点に到達するを目途に進発する。我基地航空部隊の索敵圏内を航行し、基地航空部隊の総攻撃に策応して敵機動部隊の攻撃を排しながら進撃、まず我を阻止せんとする敵水上部隊と決戦してこれを撃滅したのちに、上陸地点にて敵船団並びに上陸軍を攻撃撃滅する。
⑵、機動部隊本隊
第一遊撃部隊に呼応して出撃し、敵機動部隊を北東に牽制して第一遊撃部隊の突入を容易にし、敵機動部隊の一翼に対して攻撃を加える。敵補給部隊の動静が明らかになり、かつ奇襲攻撃に成算がある場合には、これを撃滅する
ハ、敵が春地区およびパラオ占領後、比島南部に来攻する場合
⑴、第一遊撃部隊は基地航空部隊の戦果並びに敵機動部隊の動静に応じて、好機を捉えて敵上陸地点に突入する
⑵、機動部隊本隊は第一遊撃部隊の行動と策応して、敵機動部隊の一翼、もしくは補給部隊に対して攻撃を加える。
二、捷三号作戦（略）
三、捷四号作戦（略）
四、その他の場合の作戦（略）
五、敵が二方面以上から来攻する場合は、主進攻の正面に全力集中し決戦する
六、母艦航空部隊は状況により、基地航空兵力として基地に展開し、作戦に参加させる場合もある
七、状況によっては特令で艦載機未搭載の空母を共に随伴させて、牽制機動させる場合もある
八、その他については、第一機動艦隊戦策に依ること
第三　兵力部署
一、第一兵力部署
| 部隊名       | 指揮官     | 兵力                                                                | 主要任務                                                                                  |
| ------------ | ---------- | ------------------------------------------------------------------- | ----------------------------------------------------------------------------------------- |
| 機動部隊本隊 | 小沢治三郎 | 第三艦隊 ・第一航空戦隊（雲龍欠） ・第三航空戦隊 ・第四航空戦隊     | 一、訓練 整備 二、特令により一部作戦参加                                                  |
| 第一遊撃部隊 | 栗田健男   | 第二艦隊 第十戦隊（一部欠） ・最上、秋津洲                          | 一、敵機動部隊及び上陸兵団撃滅 二、海上機動兵団輸送又は護衛 三、海上交通保護 四、訓練整備 |
| 第二遊撃部隊 | 志摩清英   | 第五艦隊 第十一水雷戦隊 第六十一駆逐隊（涼月欠） ・雪風、扶桑、山城 | 一、敵機動部隊及び上陸兵団撃滅 二、海上機動兵団輸送又は護衛 三、海上交通保護 四、訓練整備 |

注、本部署は8月下旬までとし、特令を以て第二兵力部署に移行する
二、第二兵力部署
| 指揮官     | 部隊名       | 所属部隊     | 兵力                                                                    | 主要任務                                                                                  |
| ---------- | ------------ | ------------ | ----------------------------------------------------------------------- | ----------------------------------------------------------------------------------------- |
| 小沢治三郎 | 甲部隊       | 機動部隊本隊 | 第一航空戦隊（雲龍欠）                                                  | 一、敵機動部隊及び上陸兵団撃滅 二、海上機動兵団輸送又は護衛 三、海上交通保護 四、訓練整備 |
| 大林末雄   | 乙部隊       | 機動部隊本隊 | 第三航空戦隊                                                            | 一、敵機動部隊及び上陸兵団撃滅 二、海上機動兵団輸送又は護衛 三、海上交通保護 四、訓練整備 |
| 松田千秋   | 丙部隊       | 機動部隊本隊 | 第四航空戦隊                                                            | 一、敵機動部隊及び上陸兵団撃滅 二、海上機動兵団輸送又は護衛 三、海上交通保護 四、訓練整備 |
| 志摩清英   | 第二遊撃部隊 | 機動部隊本隊 | 第五艦隊 ・第二一戦隊 ・第一水雷戦隊 第十一水雷戦隊 第六十一駆逐隊 最上 | 一、敵機動部隊及び上陸兵団撃滅 二、海上機動兵団輸送又は護衛 三、海上交通保護 四、訓練整備 |
| 栗田健男   | 第一遊撃部隊 | 第一遊撃部隊 | 第二艦隊 第十六戦隊 第十戦隊（駆逐艦2欠） 扶桑、山城、秋津洲            | 一、敵機動部隊及び上陸兵団撃滅 二、海上機動兵団輸送又は護衛 三、海上交通保護 四、訓練整備 |

注1、特令により、8月下旬頃本兵力部署に移行す
注2、捷号作戦緊迫すれば、特令により第三兵力部署に移行す
三、第三兵力部署
| 指揮官     | 部隊名       | 所属部隊     | 兵力                                                                                              | 主要任務                                                                                  |
| ---------- | ------------ | ------------ | ------------------------------------------------------------------------------------------------- | ----------------------------------------------------------------------------------------- |
| 小沢治三郎 | 乙部隊       | 機動部隊本隊 | 第三航空戦隊 第五艦隊 ・第二十一戦隊の駆逐艦2欠 ・第21駆逐隊欠 第十一水雷戦隊 第六十一駆逐隊 最上 | 一、敵機動部隊及び上陸兵団撃滅 二、海上機動兵団輸送又は護衛 三、海上交通保護 四、訓練整備 |
| 松田千秋   | 丙部隊       | 機動部隊本隊 | 第四航空戦隊 第二十一戦隊の駆逐艦2 第十一水雷戦隊より駆逐隊1 第二十一駆逐隊                       | 一、敵機動部隊及び上陸兵団撃滅 二、海上機動兵団輸送又は護衛 三、海上交通保護 四、訓練整備 |
| 栗田健男   | 第一遊撃部隊 | 第一遊撃部隊 | 第二艦隊 第十六戦隊 第十戦隊（駆逐艦2欠） 扶桑、山城、秋津洲                                      | 一、敵機動部隊及び上陸兵団撃滅 二、海上機動兵団輸送又は護衛 三、海上交通保護 四、訓練整備 |

注、本兵力部署は8月下旬以降捷号作戦に於いて、主に本隊航空機動戦実施中に適用する
四、第四兵力部署
| 指揮官     | 部隊名       | 所属部隊     | 兵力                                                                    | 主要任務                                                                                  |
| ---------- | ------------ | ------------ | ----------------------------------------------------------------------- | ----------------------------------------------------------------------------------------- |
| 小沢治三郎 | 乙部隊       | 機動部隊本隊 | 第三航空戦隊 第十一水雷戦隊 第六十一駆逐隊 最上                         | 一、敵機動部隊及び上陸兵団撃滅 二、海上機動兵団輸送又は護衛 三、海上交通保護 四、訓練整備 |
| 隼鷹艦長   | 丙部隊       | 機動部隊本隊 | 航空母艦「隼鷹」「龍鳳」 六三四航空隊の大部分 第十一水雷戦隊より駆逐艦3 | 一、航空機動戦 二、水上戦闘部隊推進援護                                                   |
| 栗田健男   | 第一遊撃部隊 | 第一遊撃部隊 | 第二艦隊 第十六戦隊 ・第十戦隊（駆逐艦2欠） 扶桑、山城、秋津洲          | 一、敵機動部隊及び上陸兵団撃滅 二、海上機動兵団輸送又は護衛 三、海上交通保護 四、訓練整備 |
|            | 待機部隊     | 待機部隊     | 出撃不能の各部隊艦                                                      | 一、訓練整備 二、待機                                                                     |
|            | 補給部隊     | 補給部隊     | 編成は別令                                                              |                                                                                           |

注、本兵力部署は8月下旬以降捷号作戦に於いて主に本隊水上戦闘実施中に適応する
第四　戦法
第一航空戦隊兵力完整迄の機動部隊の戦術実施要領を概ね次の通り区分する。特令なければ甲戦法とする
| 区分   | 戦術実施要領 | 備考                                           |
| ------ | --- | ---------------------------------------------- |
| 甲戦法 | 一、機動部隊本隊は集結し機動作戦を行う 二、第一遊撃部隊は特令なき限り所定の作戦を実施する                                                            | 第一遊撃部隊は捷一号二号作戦に於ける場合を示す |
| 乙戦法 | 一、機動部隊本隊は二隊に分離し機動作戦を行う。 支隊をもって牽制機動せしめ、本隊の作戦を用意にする 二、第一遊撃部隊は特令なき限り所定の作戦を実施する | 上記に同じ                                     |
| 丙戦法 | 一、本隊及び第一遊撃部隊は合同して機動作戦を行う 二、第一遊撃部隊は特令なき限り所定の作戦を実施する                                                  |                                                |
| 丁戦法 | 機動部隊本隊の中で支隊を編成して牽制機動を行い 全作戦を用意ならしめる他は丙作戦に同じ                                                                |                                                |
| 戊戦法 | 飛行隊の大部は陸上基地より、爾後の兵力は海上機動作戦に依り行動する                                                                                   |                                                |

第五　航空戦（略）
第六　作戦要領
一　各部隊決戦前各戦機に応ずる作戦要領
| 情況                                           | GF号令                                        | 機動部隊号令 | 機動部隊作戦要領 | 友軍の作戦要領 |
| ---------------------------------------------- | --------------------------------------------- | --- | --- | --- |
| 機動部隊我予期決戦正面に近接するを偵知する場合 | 捷○号作戦警戒、又は捷○号作戦及び捷△号作戦警戒 | 一、兵力部署の変更（要するとき） 二、指示兵力の待機（要するとき） 三、「捷○号作戦警戒」又は「捷○号作戦及び捷△号作戦警戒」 | 一、敵機動部隊の来攻を偵知し機動部隊指揮官が要すれば ㋑ 本隊兵力部署を作戦に応ずる部署に変更する ㋺ 本隊中、待機完成所要時間大なる部隊の待機を短縮する 二、「捷○号作戦警戒」の令あれば、本隊及び第一第二遊撃部隊は次の通り作戦準備を完成させる ㋑ 各隊20ノット4時間待機とし、出撃準備を完成させる ㋺ 機動部隊本隊集合位置を桂島泊地とする ㋩ 要すれば出撃及び警戒に更なる泊地に転錨する ㋥ 出撃予定航路を所要の向に通報し要すれば一部兵力をもって内線部隊対潜哨戒に協力させる | 一、基地航空部隊 ㋑所命の飛行哨戒実施 ㋺予期正面所在飛行機の分散避退 ㋩隣接基地航空部隊の転進準備 二、守備部隊 ・自衛警戒を厳にし、水上哨戒線の配備を強化する |
| 敵の攻略企図判明したる場合                     | 一、捷○号作戦発動 二、出動下令                | 「捷○号作戦発動」 | 一、本隊及び第一第二遊撃部隊 ㋑20ノット2時間待機とする ㋺要すれば出撃に便成一に転錨し、一部兵力を以て出撃予定航路に対する内線部隊の対潜掃討に協力する 二、特令を以て各部隊出撃「捷号作戦配備につく | 一、基地航空部隊 ㋑敵機動部隊動静の偵知 ㋺隣接基地航空部隊の転進移動集中開始 二、先遣部隊 所定の邀撃配備につく                                                |

注1、捷号作戦に於いて基地航空部隊のみ発動する場合は連合艦隊司令部より、「基地航空部隊捷号作戦発動」を下令する
注2、状況により所要の号令を以て、又は特令を以て一部兵力を発動することもあり
二　決戦要領
㋑本隊出撃時より、攻撃開始時に至る行動要領を別紙記載の通り予定し、出撃前航路本隊攻撃開始時位置を敵情に応じこれを決定する。攻撃開始位置到着時期は日の出前一時間と標準する
㋺乙戦法丁戦法に於いて牽制作戦に任ずべき支隊は、第三第四兵力部署による丙部隊を充当し、その行動を指示する
㋩各部隊進撃に際しては、極力対潜対空警戒を厳にするとともに割れの行動の全般的企図の秘匿に努める。但し乙戦法丁戦法に於いて牽制に任ずべき支隊は、方策を尽くして敵機動部遺体を予期作戦海面に導入するものとす
㋥本隊の作戦は、その兵力量に鑑み前半作戦に於いては航空機動戦を主とし、後半は兵力部署の変更により水上戦闘を主とする
㋭丙戦法、丁戦法にあっては接敵序列の定るところにより、本隊は母艦群として第一遊撃部隊はその前衛として機動するを例とする。第一遊撃部隊は航空戦の第一撃に策応、敵に近接機を逸せず水上戦闘に転移するものとする
㋬水上戦闘に転移したら、各遊撃部隊は指揮官所定の突入作戦を行い、母艦群は本職指揮のもとに全力を挙げてこれを援護する。状況により第二遊撃部隊を第一遊撃部隊指揮官の指揮下に入れることあり
㋣母艦の行動的と混沌のあるときは、機を逸せず行動を友軍特に基地航空部隊に速やかに通報するものとす

### 第六基地航空部隊捷号作戦要領
（文中で「左にもとづく」とあるのは原文が縦書きであるため）
第六基地航空部隊捷号作戦要領
第一編 捷号作戦一般要領
１、作戦区分
（１）
本土、南西諸島、台湾及び比島方面における決戦を捷号作戦と呼称しその区分を左の通りとす
・捷一号（比島方面）
・捷二号（九州南部、南西諸島及び台湾方面）
・捷三号（本州、四国、九州方面及び状況により小笠原諸島方面）
・捷四号（北海道方面）
捷号作戦実施の方面決定は大本営之を決定す
（２）
昭和19年8月1日以降の連合艦隊の作戦昭和18年8月15日以降の作戦に引き続き依然之を第三段作戦と呼称す
２、捷号作戦に於ける陸海軍航空作戦指導方針
陸海軍航空部隊は速やかに決戦態勢を整備し敵の来攻に方りては両軍航空戦力を決戦要域に徹底的に集中し且之を統合発揮して敵進攻兵力を捕捉殲滅す
３、陸海軍航空兵力配置
陸海軍航空兵力の基本配置を左の通りとし各地区における決戦にさいしては兵力の移動集中を行う
・北東方面
第十二航空艦隊、第一飛行師団
・本土方面（北海道を除く）
第三航空艦隊、第三艦隊の本土所在の航空隊、教導航空部隊、第十飛行師団、第十一飛行師団、第十二飛行師団）
・南西諸島、台湾方面
第二航空艦隊、第八飛行師団
・比島、濠北、中部太平洋方面
第一航空艦隊、第四航空軍
爾他正面は従来通り
４、陸海軍中央協定による陸海軍共用基地
（1）
陸軍主用し海軍共用するもの　都城、沖縄北、宜蘭第一、花蓮港第一、台東、恒春
（2）
海軍主用市陸軍共用するもの　鹿屋、小禄（連絡用）、種子島（連絡用）
５、連合艦隊作戦指導要網
（1）
皇国の興廃を決すべき戦局に際して神厳なる統帥に徹し連合艦隊の全員大義に殉じて国防を完璧ならしむるを作戦指導の基調とす
（2）
戦力の充実に努め就中術力の錬成及び新兵器新戦法の実用化を一層促進す
（3）
大東亜要域就中我が国防要城における防備及び反撃の態勢を更に急速に強化し、海軍関係及び陸軍と緊密に共同して本要域の確保に努む。国防の要域は北海道、本州、四国、九州、南方諸島、南西諸島、台湾及び比島の要域並びに南方資源地及び本土より之に至る交通要線とす
（4）
敵の侵攻兵力を我が遊撃帯乃至其の至近に於いて反撃撃滅しつつ強靭なる作戦を実施す
６、捷号作戦に於ける部隊兵力運用要領並びに友軍航空部隊との関係
捷一号作戦（主担当部隊：第一航空艦隊）
戦力投入規模：全力又は大部充当
（1）
全力台湾南部に展開作戦する場合
　→　第一航空艦隊との共同作戦
（2）
主力は台湾南部、一部または大部を比島北部に派遣作戦する場合
　→　第一航空艦隊との共同作戦。但し比島派遣兵力は第一航空艦隊長官の指揮下に入る
（3）
主力又は全力比島北部に展開作戦する場合
　→　①第一航空艦隊と共同作戦又は第二航空艦隊長官統一指揮　②第四航空軍と共同作戦
捷二号作戦（主担当部隊：第二航空艦隊）
戦力投入規模：全力充当
（1）
主力を九州方面に配備作戦する場合
（2）
主力を台湾に進出作戦する場合
　→　①一航艦、三航艦よりの部隊は二航艦長官指揮下に入る　②その他一航艦、二航艦共同作戦　③教導航空軍と共同作戦
捷三号作戦（主担当部隊：第三航空艦隊）
戦力投入規模：大部充当
（1）
主力を九州方面（又は関東方面）に配備作戦する場合
　→　①第三航空艦隊と共同作戦　②教導航空軍と共同作戦
（2）
大部又は一部を関東方面に派遣作戦せしむる場合
　→　①関東方面集中兵力は第三航空艦隊長官指揮下に入れる　②その他三航艦、教導航空軍と共同作戦
捷四号作戦（主担当部隊：第十二航空艦隊）
戦力投入規模：一部充当
→派遣の一部兵力は第十二航空艦隊長官指揮下に入る
備考
（1）
各捷号作戦に於ける第八飛行師団兵力運用要領左の通り
捷二号作戦→全力運用
捷一号作戦→重爆、軽爆、襲撃各1個戦隊
捷三号作戦→重爆1個戦隊
捷四号作戦→戦略予備
（2）
右の他軍隊区分に以って当部隊又は作戦短刀正面基地航空部隊にT部隊を配置せらる
（3）
台湾及び南西諸島方面所在当部隊以外の海軍航空部隊は「捷二号作戦警戒」又は「発動」後、当部隊指揮下に入る予定
７、捷号作戦発令要綱
（1）
敵機動部隊、我予期決戦正面に近接するを偵知せば連合艦隊司令長官「捷○号作戦警戒」を下令す。但し敵の来攻方面捷号作戦区域の中間にありて其の何れに来るやを判別し得ざる場合は「捷○号及び捷△号作戦警戒」を令することあり
（2）
大本営の捷号作戦実施の方面に関する決定発令あり且つ敵の来攻企図に関する判定付かば連合艦隊司令長官より「捷○号作戦発動」を下令す
第二編 第六基地航空部隊捷号作戦要領
第一章　作戦目的
捷号作戦部隊の主力部隊として決戦に臨み敵の進攻兵力就中敵航空母艦群をまず撃滅すると共に友軍各部隊と協力して敵艦隊及び攻略部隊を撃滅し一挙に大東亜戦争の勝利を決せんとす
第二章　作戦指導要領
１、
皇国の興廃を決すべき危急戦局に際会して神厳なる統帥に徹し海陸軍航空部隊渾然一体となり全軍大義に殉じて宿敵を殲滅し以って国防を完備ならしむるを当部隊作戦指導の基調とす
２、
各員超然力を奮って緊急戦備を急速に完整すると共に練度の急速向上、新兵器の実用化促進並びに新戦法の演練精到を期し以って皇軍独自の精神力発揮と必勝の陣を完成す
３、
全軍鉄の如き結束の下強靭鮮烈なる戦力を決戦点に徹底的に集中投入すると共に関係陸海軍部隊と緊密周到なる協同作戦を実施して全力の統合発揮に万遺憾なきを期す
４、
常に情勢に適応する警戒を実施して敵の急襲に備ふると共に各部の急速移動準備を完整して軽快神速なる機動作戦を実施し敵を致して好機断乎たる攻撃を加える
５、
以上皇軍本来の特質と戦略態勢の利点をいかんなく発揮し天佑神助の下敵艦隊を撃滅して作戦目的の完遂を期す
第三章　基本作戦方針
第一節　決戦の一般方針
１、
予期決戦正面の概要地域に敵来攻せば敵進攻兵力の大部を極力我に引き付け好機に全軍を挙げて決戦に転じ友軍空海陸の全力集中攻撃と策応して一挙に敵を撃滅す
２、
捷号作戦に於いては当部隊航空兵力は決戦の根幹として全力を挙げて進攻作戦に邁進し一撃の下敵進攻主力を覆滅する如く使用するを原則とす
３、
決戦に於いて当部隊は敵進攻の推進力たる航空母艦群特に正式航空母艦群を一挙に全滅すると共に極力敵攻略部隊を洋上に撃滅す。為之空襲部隊の主作戦目標並びに海陸軍航空部隊の機種に応ずる使用を概ね左の如く区分す
1. 西第一ないし第三空襲部隊　（敵航空母艦群）
2. 西第四空襲部隊（大部は輸送船団、一部は航空母艦群）

機種別仕様標準
空母攻撃→海軍：戦闘機、陸攻、陸爆（銀河）、艦攻（天山）、艦爆（彗星）　陸軍：新重爆（飛龍）
油槽船攻撃→海軍：九六陸攻、九七艦攻、九九艦爆、水上機各種　陸軍：九九襲、九九双軽爆、一式戦、二式複戦、三式戦、重爆
対空砲火制圧→陸軍：一式戦、重爆
爆撃掩護→海軍：戦闘機、陸軍：二式戦、四式戦
偵察→海軍：陸偵、丙戦（月光）　陸軍：100式司偵
備考：機種別戦闘要領に関しては戦策所定による
４、
捷号決戦の際の敵航空母艦群攻撃に於いては爾後空海陸の全力統合発揮により敵進攻兵力全部の一挙殲滅を容易ならしむる為特に所在空母群前部の機能封殺を重視。就中敵正式空母群は第一撃により全部之が撃沈撃破を期す。但し決戦に先行して実施することあるべき敵機動部隊分撃などに於いては確実撃沈主義を採るものとす
５、
敵機動部隊に対する攻撃に於いては夜間雷撃及び悪天候を利用する攻撃を最重視し、各種新兵器及び新戦法の採用と有力なる兵力の集中使用により一挙敵正式空母群の覆滅を期す。敵機動部隊に対する昼間強襲は一般に夜戦に先行する準備戦として敵機動部隊大部の活動を封じ又は夜戦戦果の拡充戦として残存敵空母の殲滅を期す
６、
敵輸送船団に対する攻撃は敵機動部隊に対する中間攻撃開始と概ね時を同じくして開始するを例とし敵上陸兵団の大部を其の上陸前に撃滅す
第二節　総攻撃開始までの作戦方針
１、
決戦次期以前に於いては航空兵力を務めて縦深に配備し主導的にして柔軟なる作戦（戦闘）を実施し、以って敵戦力の撃滅を図り我が戦力の漸耗を防止す。
為之敵が上陸作戦実施に先立ち、機動部隊の大部をもって其の攻略正面に対し航空撃滅戦を企図し来る場合にありては、一般に之と真面目なる戦闘を実施するを避け、同方面配備航空を一時後方基地に分散避退する等、機宜配備の変更をもって初動に於ける敵の鋭鋒を躱しつつ極力敵の全貌偵知に努め戦機の至るを待って決戦配備に移行するを一般とす。敵が機動部隊の一部を分派して攻略正面以外の地域に対して攻撃を加え来る場合にありても右に準ず。
但し、敵情比較的明らかにして我が方の兵力集中を了しある場合又は敵襲回避困難なる場合には、戦機に投じて先制攻撃を断行することあり。この場合は手段を尽くして敵情偵知に努め極力当面兵力を集中して先制攻撃を断行す。また情況により決勝点への集中不可能なるか、または同方面所在兵力をもって充分の攻撃成果を収め得る見込み有り、かつ全般作戦遂行上当面の敵を攻撃するを有利とするときは、当該方面集中可能の全力を挙げて当面の敵を攻撃殲滅することあり。この場合にありても充分敵を引き付けたるあと、一挙にこれを攻撃撃滅するに努める。
２、
敵機動部隊の急襲並びに支那及び「マリアナ」方面よりする敵大型機の常続的来襲に対しては各種の手段を尽くして事前諜知に努め適切なる配備変更をもって応ずると共に、航空築城の強化、基地の分散配備等により、被害の極限に努める。そして敵機動部隊の航空撃滅戦に対しては前記記載の方針に則り、決戦までは極力之を回避するものとし、戦闘機による邀撃もなるべくこれを避けて基地の直接防空などは電波哨戒見張り、地上砲火などに依存するを原則とす。
但し、大型機の常続的空襲に対しては被襲地区配備兵力に応じ、機宜戦闘機をもって邀撃戦闘を実施し、有力兵力の損耗を防止す
３、
決戦以前に敵と基地航空戦を交えるの要ある場合には、特に適切なる奇襲攻撃及び機略に富む邀撃を実施するにつとめる
第三節　捷二号作戦方針
1. 当部隊は情勢特に変化なければ敵が南西諸島の中枢要地（沖縄島、宮古島など）攻略を企図する場合に対応する如く、常時展開配備し敵が台湾に来攻する場合は移動集中をもって之に即応しえる如く準備す。
2. 敵機動部隊の南西諸島方面来攻を知るに至らば来攻正面所在航空部隊は所要の偵察兵力の外其の大部の兵力を一時急襲方面及び台湾方面に配備を急変して、敵機動部隊初動の攻撃を避けると共に、手段を尽くして敵全貌の偵知に努める。
3. 敵機動部隊の動静に応じ、逐次台湾方面若しくは九州方面に集中すべき友軍各航空部隊と緊密に連携し、または指揮下に入るべきそれら兵力を速やかに掌握し、情況によってはこの間好機に投ずる奇襲攻撃（主としてT攻撃）をもって敵航空母艦の漸減を図りつつ、以って敵攻略部隊の近接を待って全航空兵力の総攻撃を為し得る如く攻撃準備を完成す。事後敵情に応じ基地を躍進して上陸前日又は当日総攻撃に展示敵機動部隊並びに攻略部隊を攻撃撃滅す。
4. 敵が攻撃部隊の一部を分派して九州南部または台湾方面に攻撃を加える場合の作戦要領も前項に準ず。
5. 前諸項の避退並びに決戦配備への急速移動に際しては、特に敵艦上戦闘機の邀撃並びに在支敵航空部隊の奇襲に対し厳戒し、適時掩護戦闘機隊、空中哨戒隊を配備し警戒着陸を行うと共に、無線通信を極限し我が配備行動の秘匿に努める。
6. 総攻撃開始の際は各飛行隊は敵襲回避の配備より、神速に決戦配備に転換して決戦攻撃に転じ、爾後反復攻撃を続行する。その為決戦配備基地たる基本配備基地及び機動作戦基地は敵空襲後速やかに補修を了し置くものとす。そして情況によっては避退基地より直に攻撃に発進し又は南西諸島基地に中継使用して攻撃を実施することあり。また敵情天候などによりては、九州より発進して攻撃実施後台湾方面に異動し爾後の作戦を同方面より実施するなど機動作戦を行う。
7. 西第四空襲部隊所属の航空部隊は敵機動部隊来攻当初は正面配備航空兵力の大部を台湾及び情況によっては一部を支那三角地帯に温存し、総攻撃開始前に神速に決戦配備に転じ、南西諸島基地を機動基地として決戦に転ず。
8. 悪天候を利用する奇襲攻撃は決戦正面に実施するを建前とするも総攻撃開始時機に関わらず特定部隊をもって随時実施することあり。之が作戦要領に関しては別に定める。

第四節　捷一号作戦方針
1. 敵の比島方面来攻の算濃厚となるを察知せば、渋滞なく大部を挙げて急速に台湾南部又は比島北部に移動す。その為兵力集中に必要な諸般の準備を促進すると共に情勢に応Zして適時各機種毎に飛行隊の一部を台湾南部に移動し、または艦隊司令部を高雄に進出す。この場合特に支那方面よりする奇襲攻撃に対し厳戒するものとす。
2. 捷一号作戦の「警戒」または「発動」の令あらば敵機動部隊の台湾方面又は比島北部に対する航空攻撃に対し厳戒しつつ台湾南部又は比島北部展開の準備を完了し急速に之に移動して総攻撃に転ず
3. 捷一号作戦に於いて飛行第八師団兵力の一部は当部隊作戦指揮下より離れ比島に展開の上、本作戦井充当せらるる予定。爾余の同師団兵力作戦に関しては後令す。
4. その他作戦方針に関しては捷二号作戦に準ず

第五節　捷三号作戦方針
敵機動部隊の本土要域来攻を偵知せば攻略企図を有する否とに拘わらず来攻正面基地航空部隊（第三航空艦隊）は機先を制して敵機動部隊を攻撃撃破するに努む。この場合当部隊は大部を九州方面又は関東方面に移動し第一編第八項記載要領により本作戦に従事せしむ
第六節　捷四号作戦方針
敵の北海道に対する攻略企図を偵知し得るに至らば情況により当部隊の一部兵力を北海道に派遣し第二基地航空部隊指揮官の指揮を受け捷四号作戦に従事せしむ
第七節　兵力部署
第四章　作戦要領
第一節　航空部隊配備計画
第一、基地配備の要旨
第二、基地配備の区分
第三、各捷号作戦配備基地計画
第二節　配備変換並びに機動作戦要領
第一、要旨
第二、配備変換要領
第三、飛行機隊移動部署
第三節　捷号作戦発動前各部隊作戦要領
第四節　捷二号作戦各部隊作戦要領
第五節　捷一号作戦各部隊作戦要領
第六節　捷三号及び捷四号各部隊作戦要領
第七節　各部隊戦闘要領
第八節　友軍の作戦要領並びに友軍各部隊間共同要領